# Schwarze Gemälde

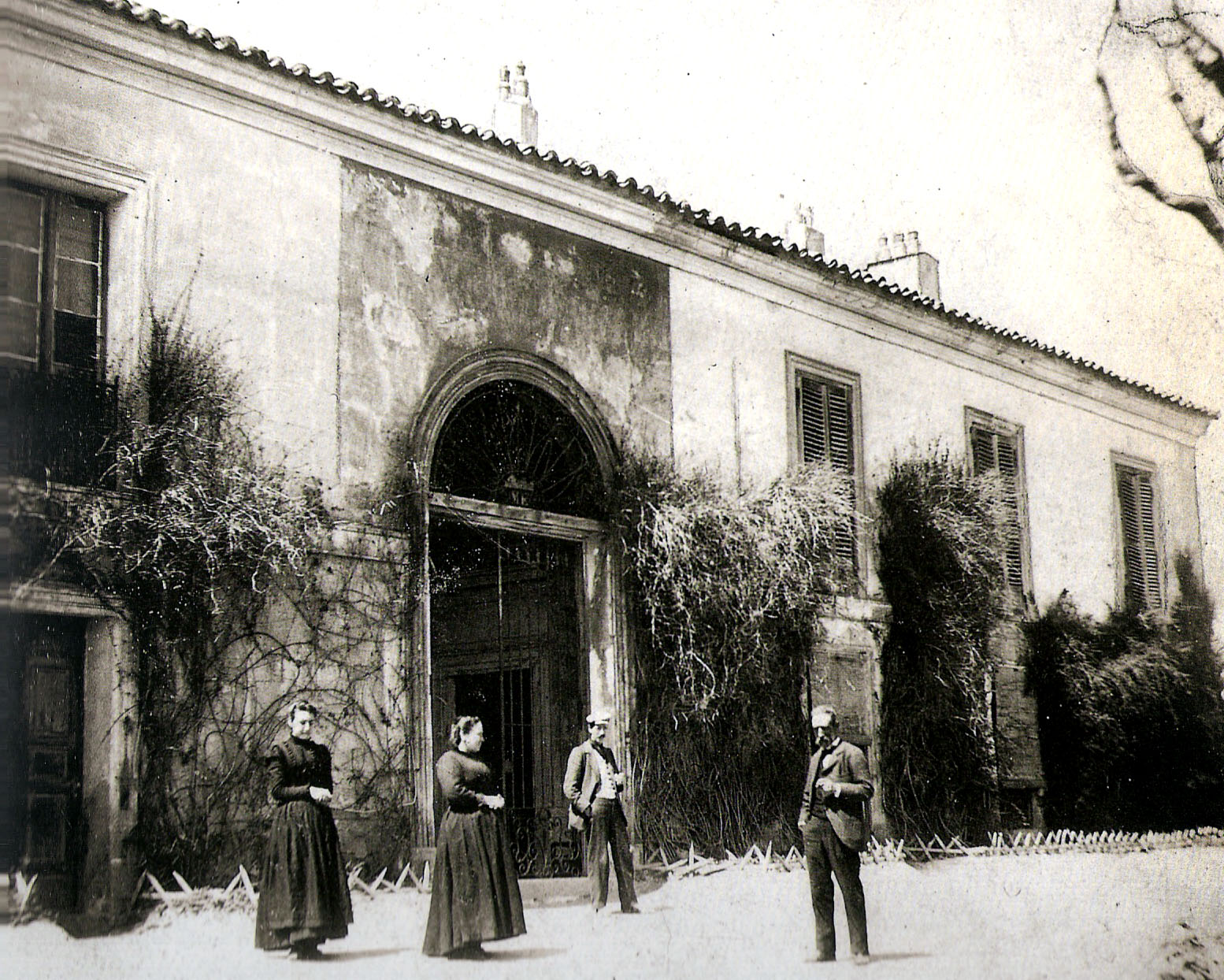
Herrenhaus der Erben Goyas in der Quinta del Sordo, Madrid, um 1900. Es wurde 1909 abgerissen.

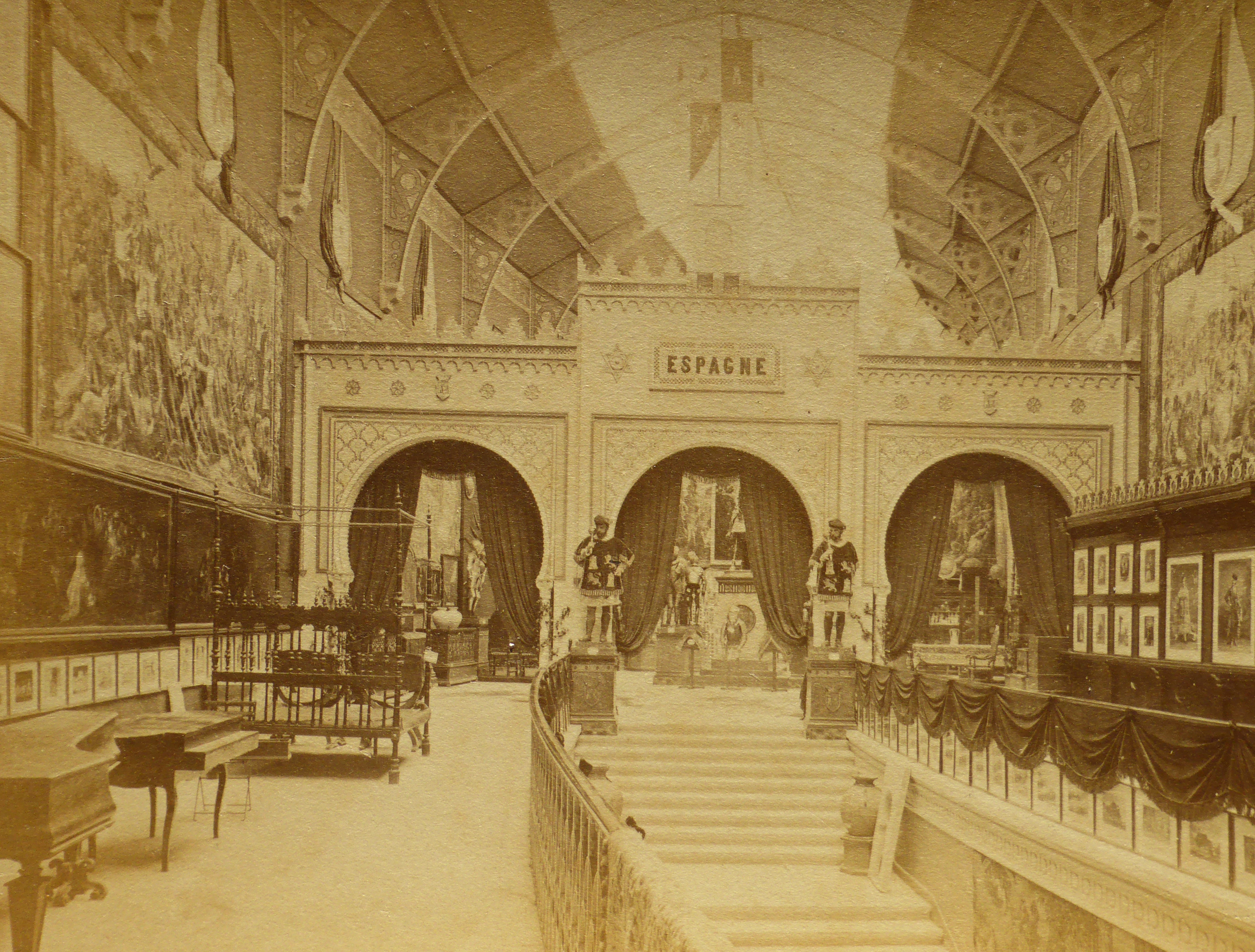
Weltausstellung (1878) in Paris. Auf der linken Seite: Der Hexensabbat (Der große Ziegenbock)

Die Schwarzen Gemälde (spanisch: Pinturas negras) sind eine Gruppe von 14 Gemälden Francisco Goyas aus den letzten Jahren seines Lebens, wahrscheinlich entstanden sie zwischen 1819 und 1823. Sie stellen intensive, eindringliche Themen dar, die sowohl seine Angst vor dem Wahnsinn als auch seine düstere Sicht auf die Menschheit widerspiegeln. 1819, im Alter von 72 Jahren, zog Goya in ein zweistöckiges Haus außerhalb Madrids, das er Quinta del Sordo (Villa des Tauben) nannte. Obwohl das Haus nach dem tauben Vorbesitzer benannt worden war, war auch Goya infolge einer unbekannten Krankheit, die er im Alter von 46 Jahren erlitten hatte, fast taub. Die Gemälde waren ursprünglich als Wandmalereien an den Wänden des Hauses angebracht, wurden aber später vom Eigentümer Baron Frédéric Émile d’Erlanger von den Wänden "gehackt" und auf Leinwand aufgezogen. Sie befinden sich heute im Museo del Prado in Madrid.
Nach den Napoleonischen Kriegen und den inneren Unruhen der wechselnden spanischen Regierungen entwickelte Goya eine verbitterte Haltung gegenüber der Menschheit. Er erlebte Panik, Terror, Angst und Hysterie aus erster Hand. Er hatte zwei beinahe tödliche Krankheiten überlebt und wurde aus Angst vor einem Rückfall immer ängstlicher und ungeduldiger. Es wird angenommen, dass die Kombination dieser Faktoren zur Entstehung der Schwarzen Bilder geführt hat. Mit Ölfarben arbeitete Goya direkt auf den Wänden seines Ess- und Wohnzimmers und schuf Werke mit dunklen, beunruhigenden Themen. Die Gemälde wurden nicht in Auftrag gegeben und waren nicht dazu bestimmt, sein Haus zu verlassen. Es ist wahrscheinlich, dass der Künstler die Werke nie für eine öffentliche Ausstellung vorgesehen hatte: „Diese Gemälde sind so hermetisch privat wie kein anderes Werk in der Geschichte der westlichen Kunst“.
Goya hat den Gemälden keine Titel gegeben, oder wenn, hat er sie nie enthüllt. Die meisten Namen, die für sie verwendet werden, sind Bezeichnungen, die Kunsthistorikern ihnen später gaben. Sie wurden ursprünglich 1828 von Goyas Freund Antonio Brugada katalogisiert. Die Serie besteht aus 14 Gemälden: Atropos (Das Schicksal), Zwei alte Männer, Zwei alte Männer essen Suppe, Kampf mit Knüppeln, Der Hexensabbat (Der große Ziegenbock), Männer beim Lesen, Judith und Holofernes, Pilgerfahrt nach San Isidro, Frauenlachen, Pilgerfahrt zum Brunnen von San Isidro, Der Hund, Saturn verschlingt seinen Sohn, La Leocadia und Asmodea.

## Bilder derSchwarzen Gemälde

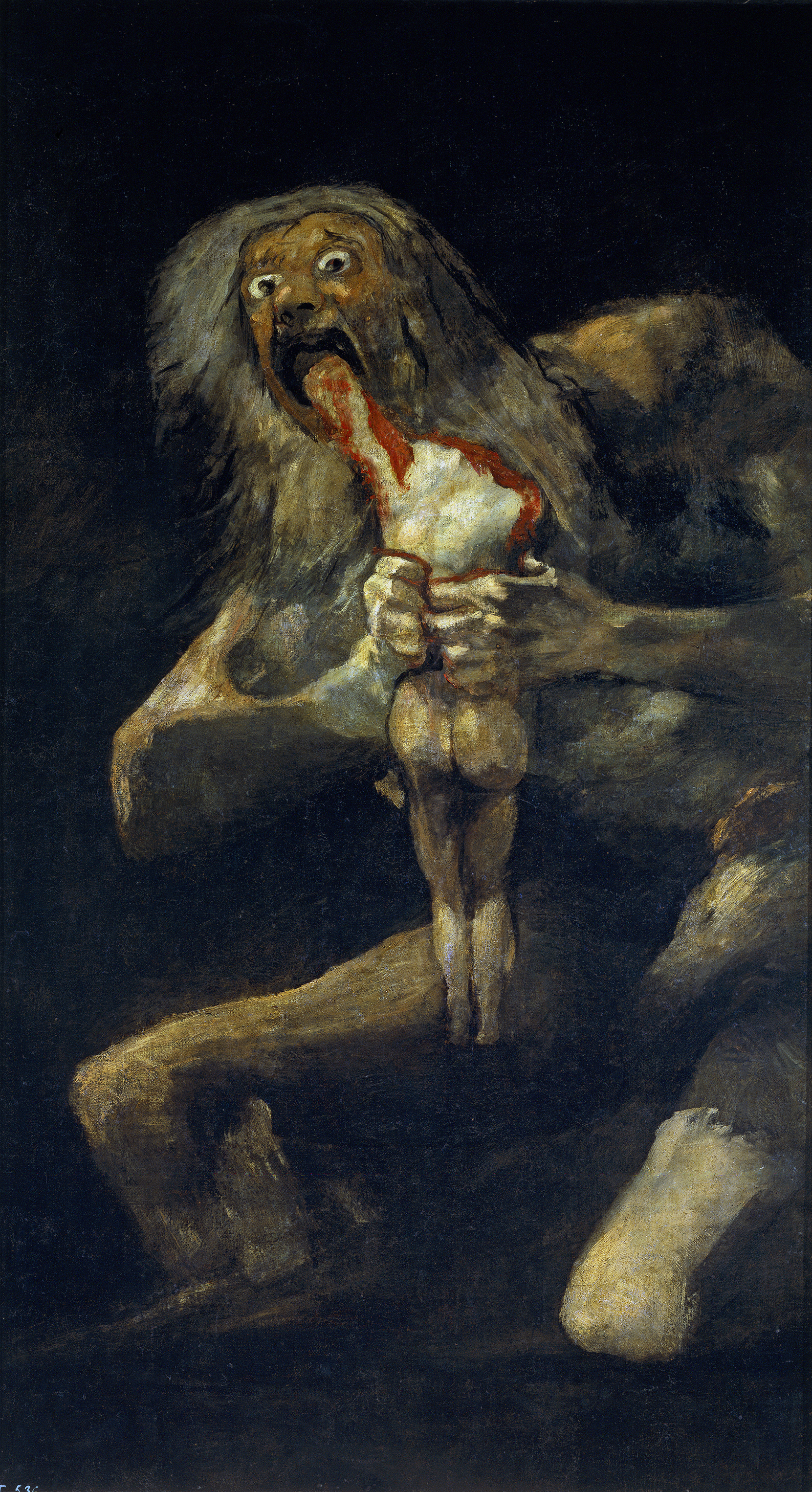
(Saturno devorando a su hijo), Saturn verschlingt seinen Sohn, 1819–1823
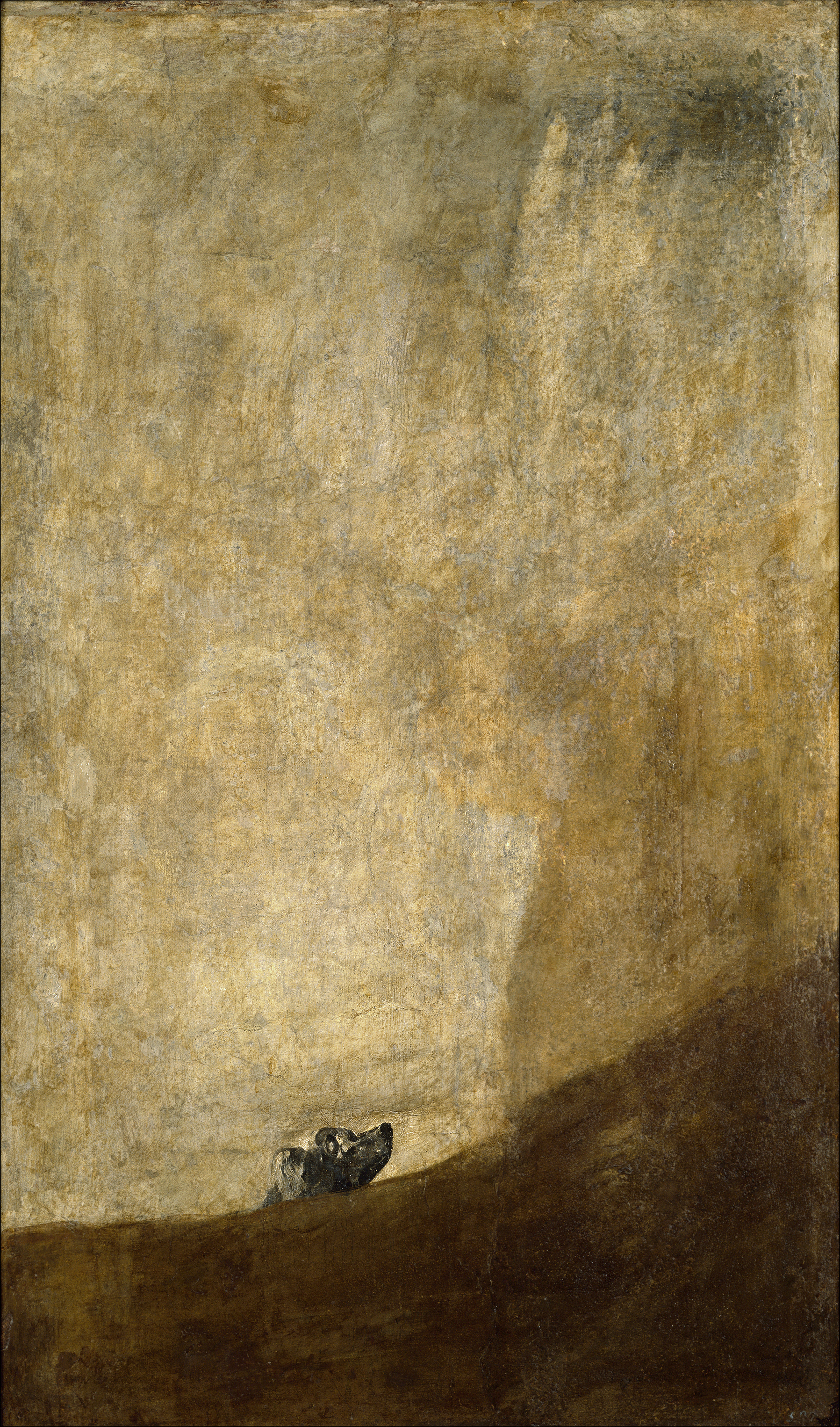
(El perro), Der Hund, 1819–1823
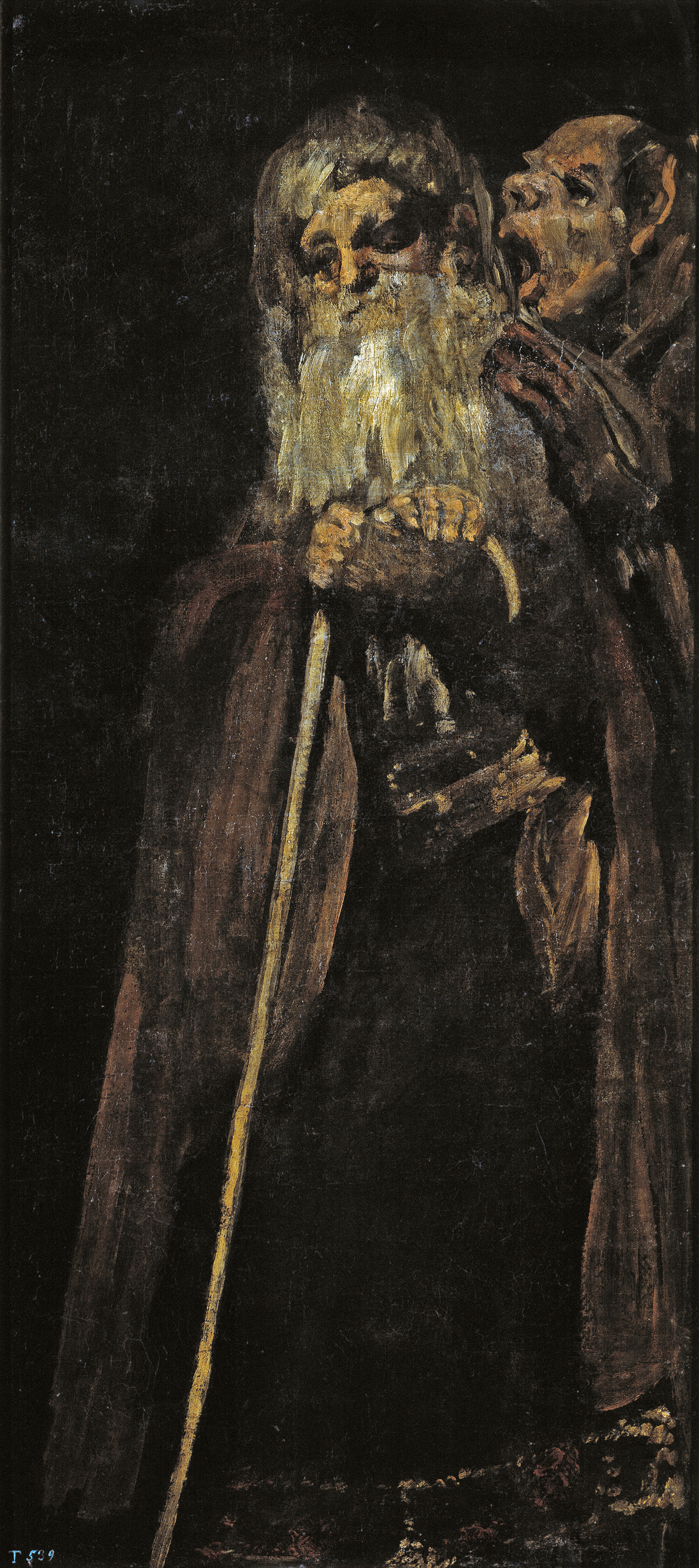
(Dos viejos/Un viejo y un fraile), Zwei alte Männer, 1819–1823
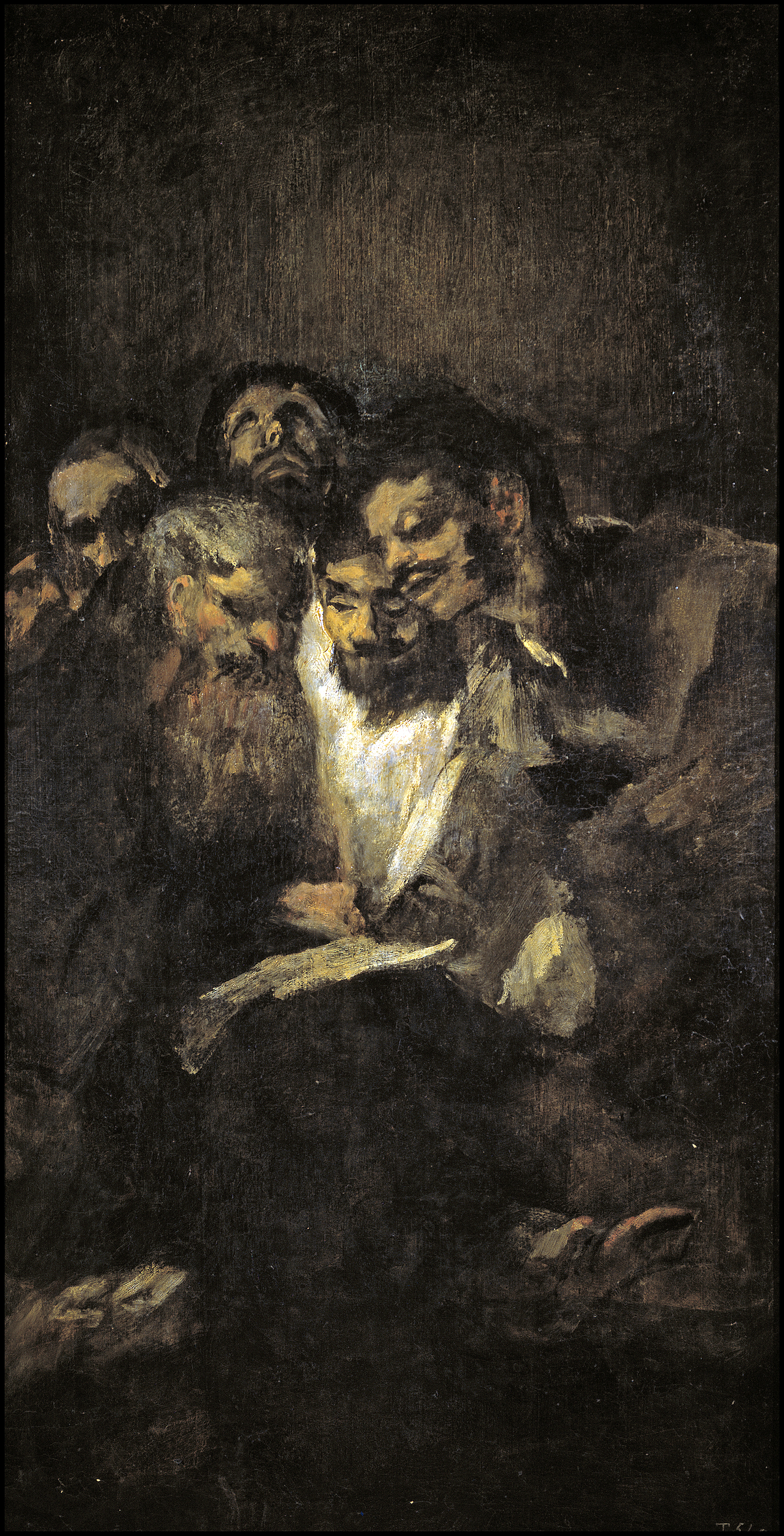
(Hombres leyendo), Männer beim Lesen, 1819–1823
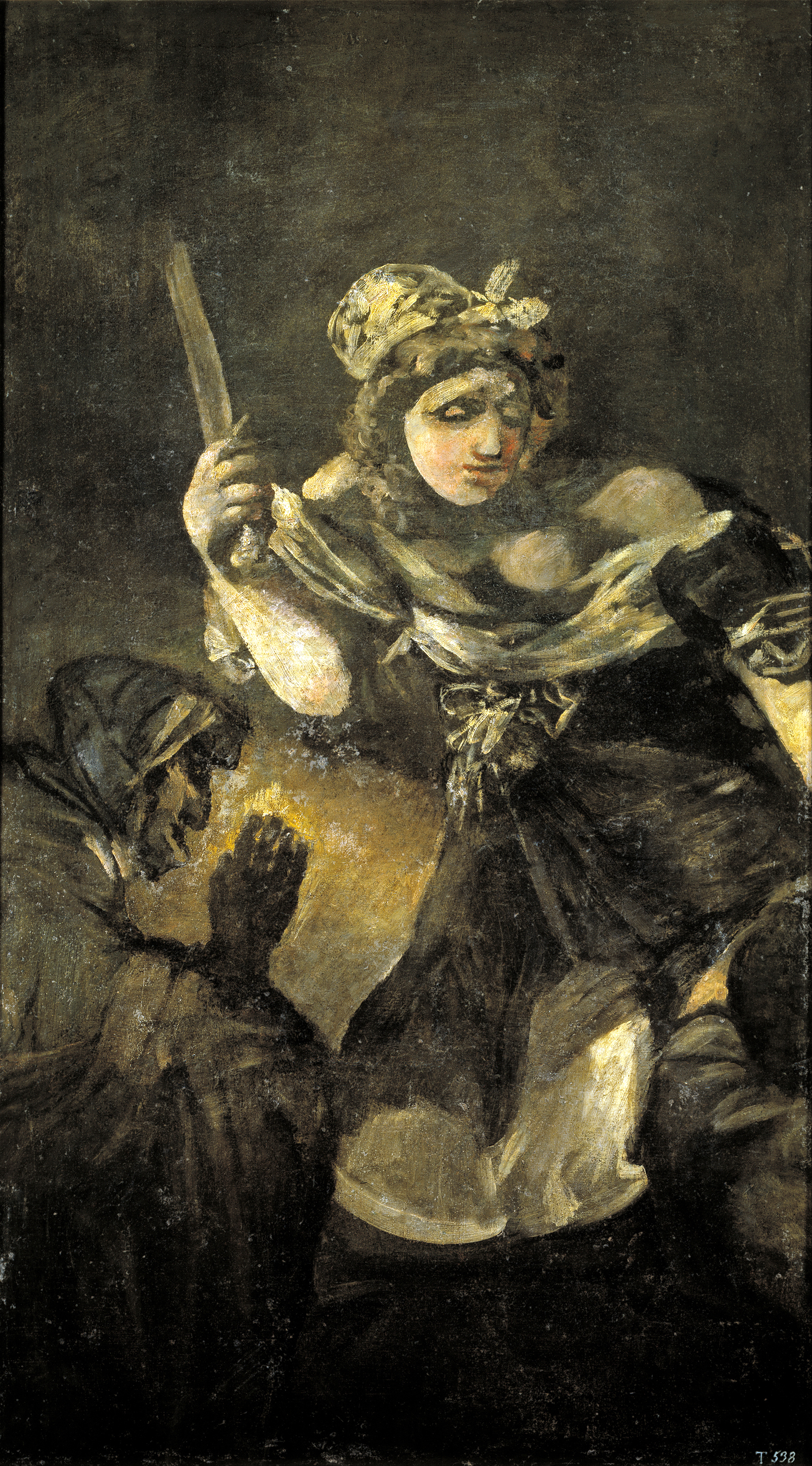
(Judith y Holofernes), Judith and Holofernes, 1819–1823
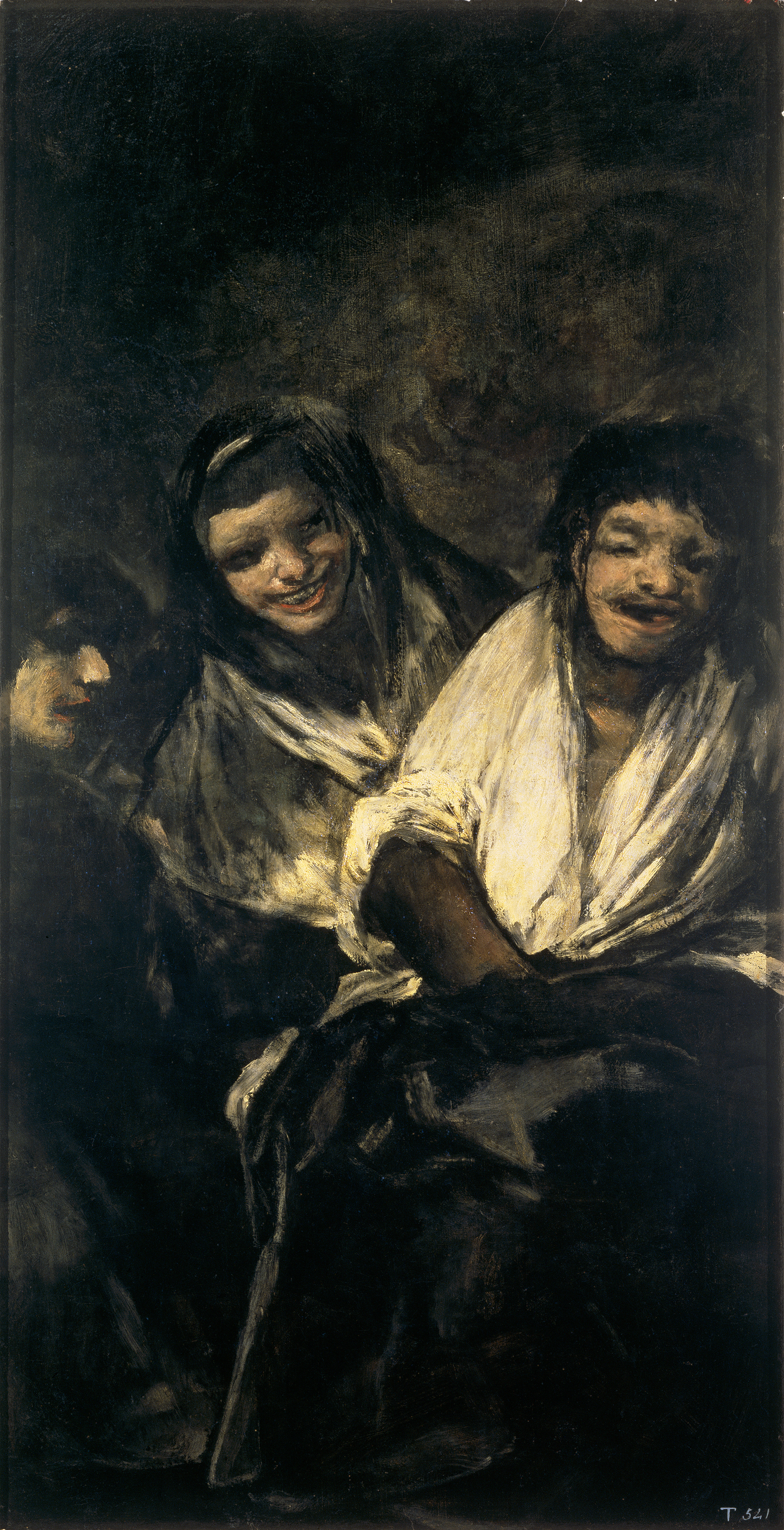
(Dos mujeres y un hombre), Frauenlachen, 1819–1823
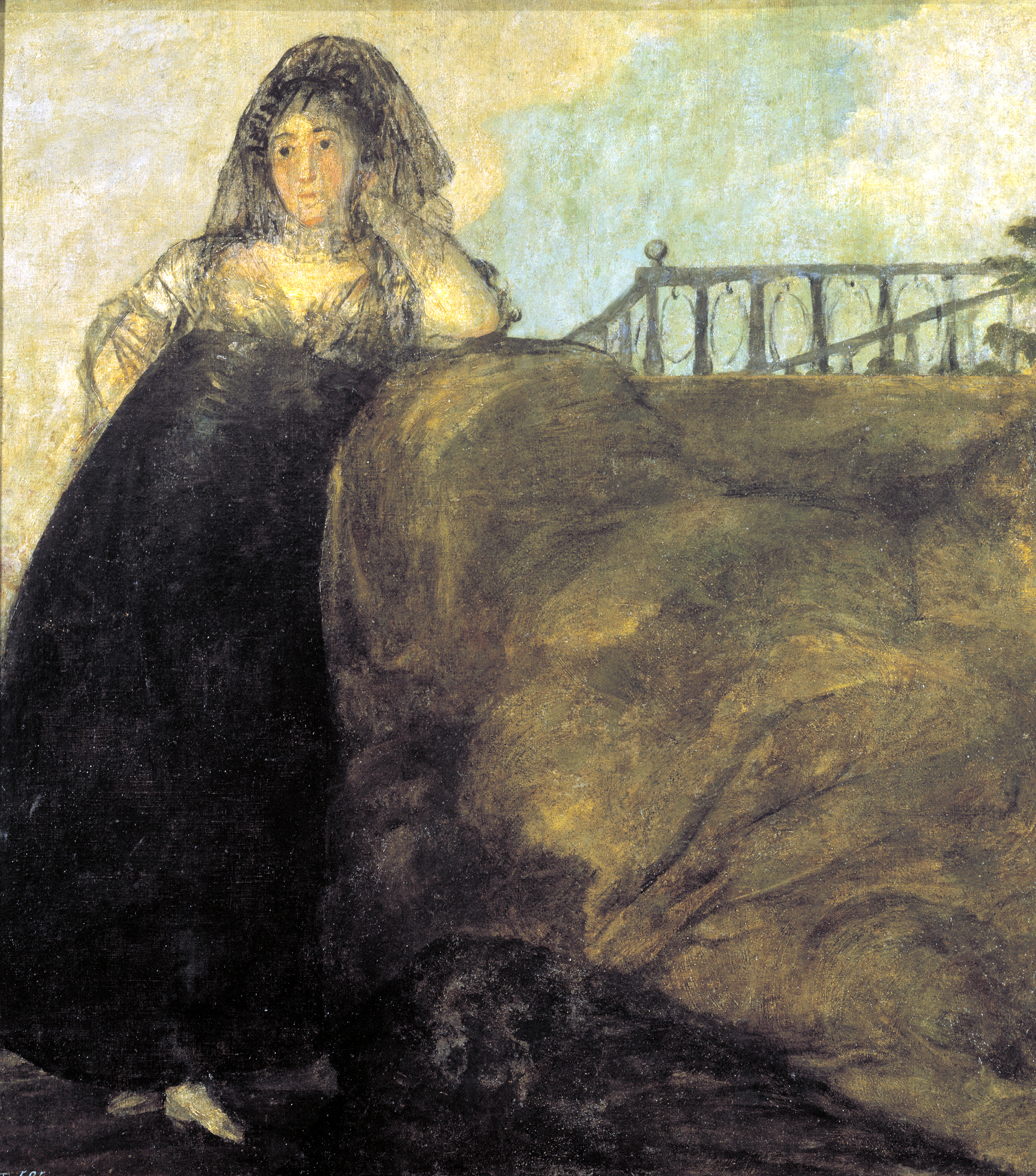
(Una manola/La Leocadia), La Leocadia, 1819–1823
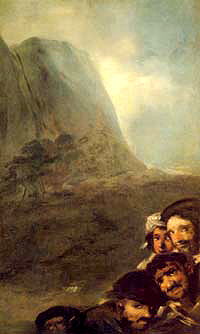
Köpfe in einer Landschaft (Cabezas en un paisaje, möglicherweise das fünfzehnte Schwarze Gemälde)

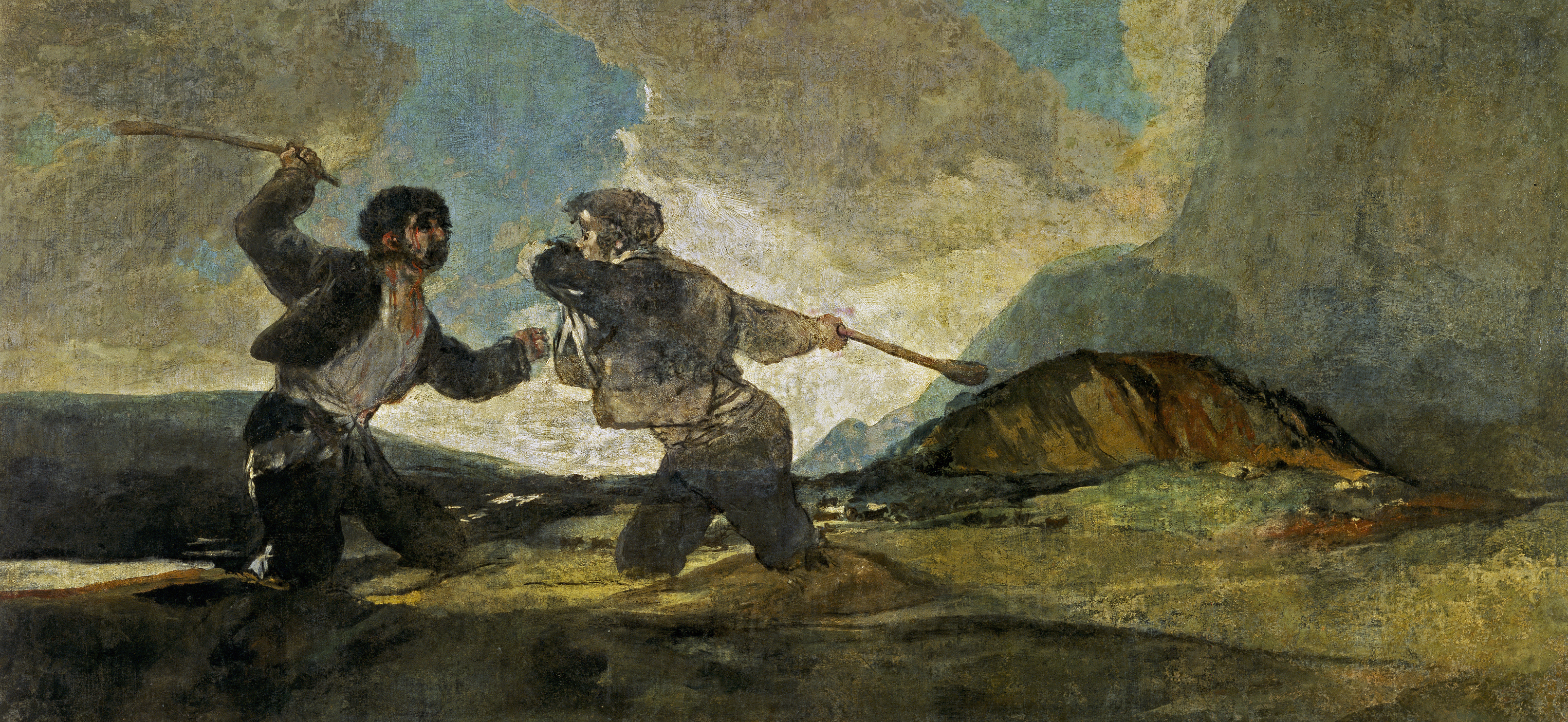
(Duelo a garrotazos), Kampf mit Knüppeln, 1819–1823
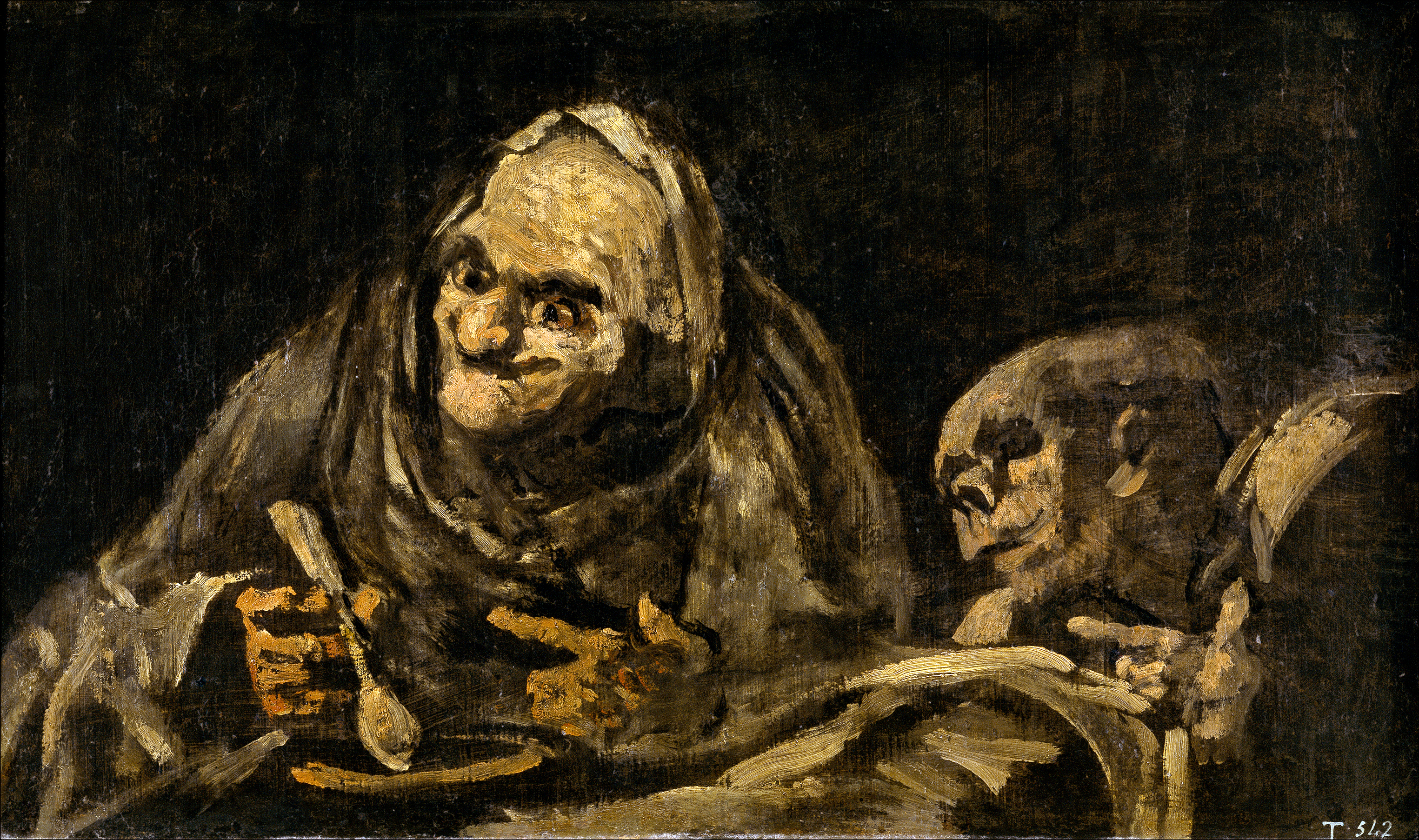
(Dos viejos comiendo sopa), Zwei alte Männer essen Suppe, 1819–1823
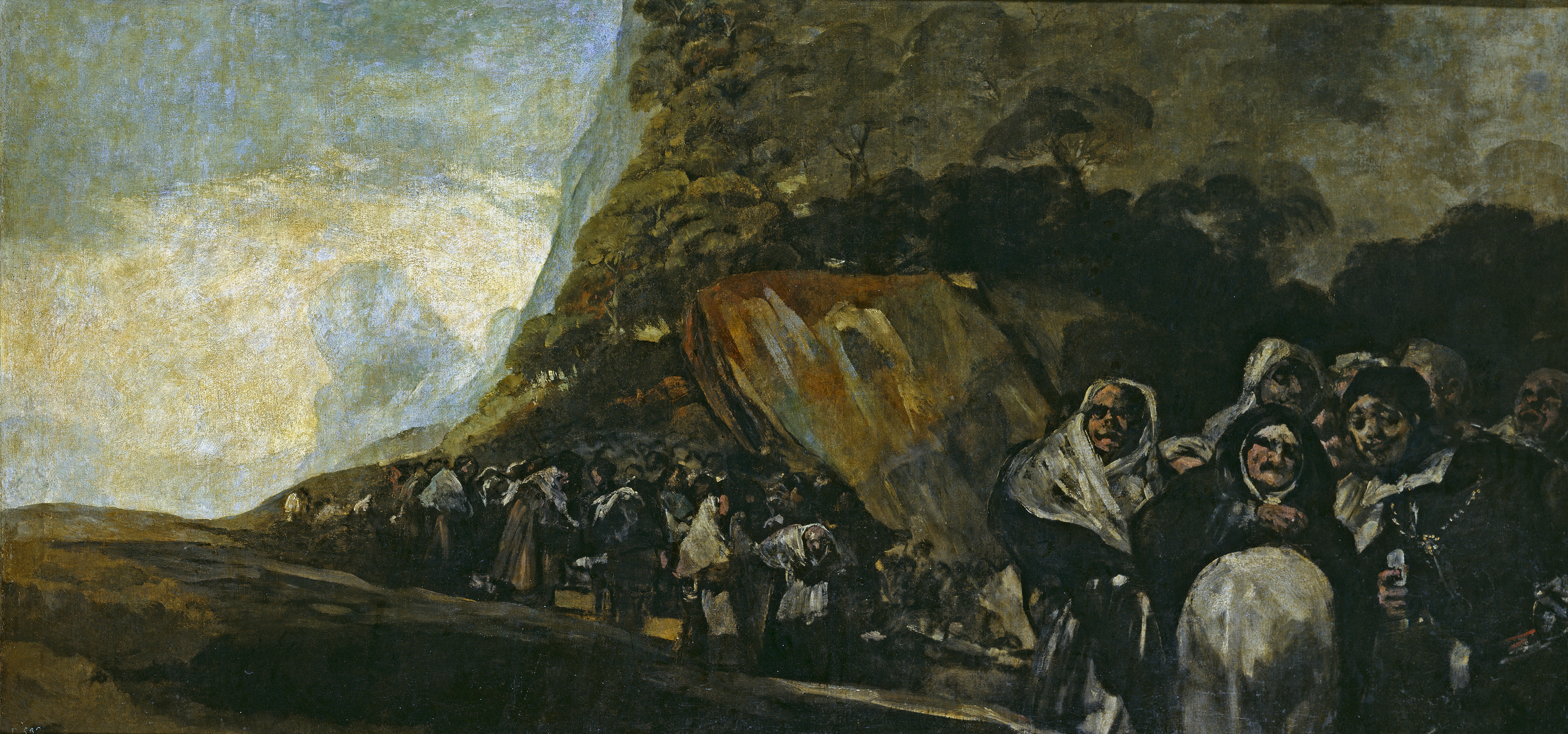
(Peregrinación a la fuente de San Isidro/Procesión del Santo Oficio), Pilgerfahrt zum Brunnen von San Isidro, 1819–1823
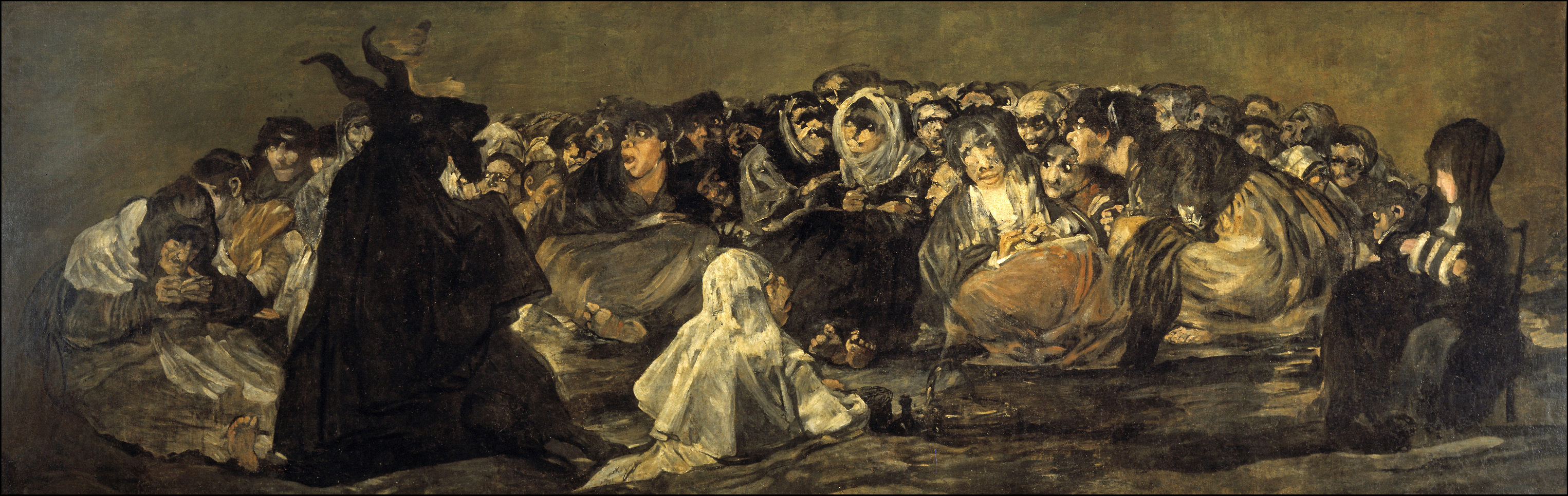
(El Gran Cabrón/Aquelarre), Der Hexensabbat (Der große Ziegenbock), 1819–1823
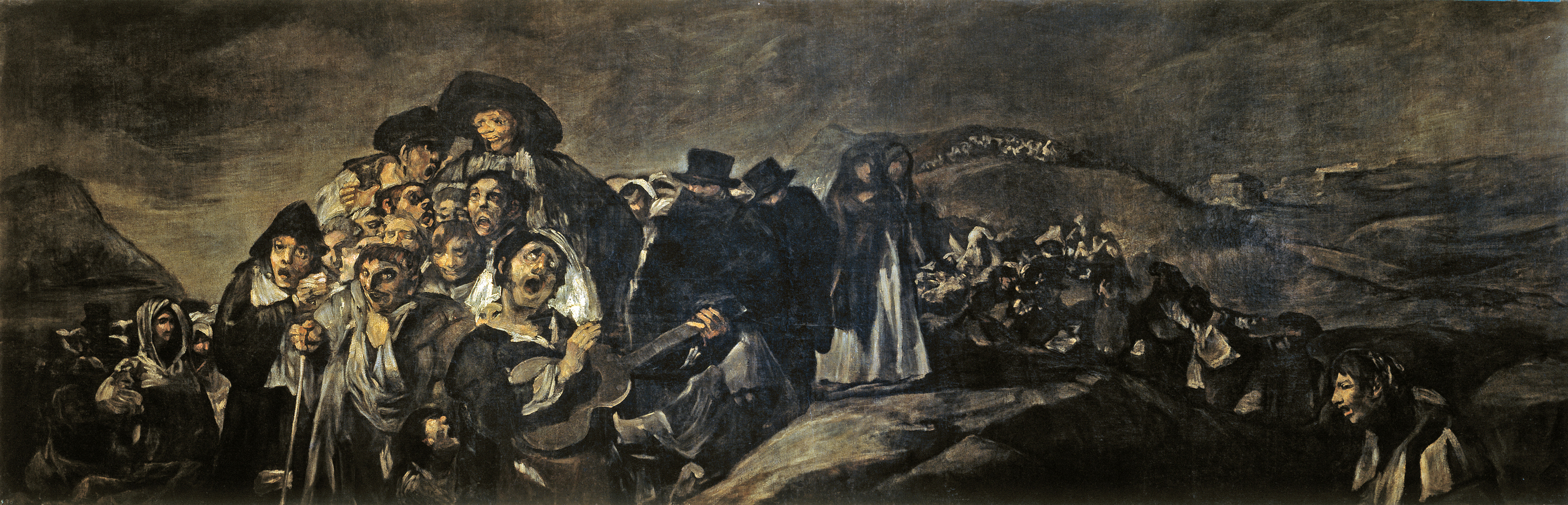
(La romería de San Isidro), Pilgerfahrt nach San Isidro, 1819–1823
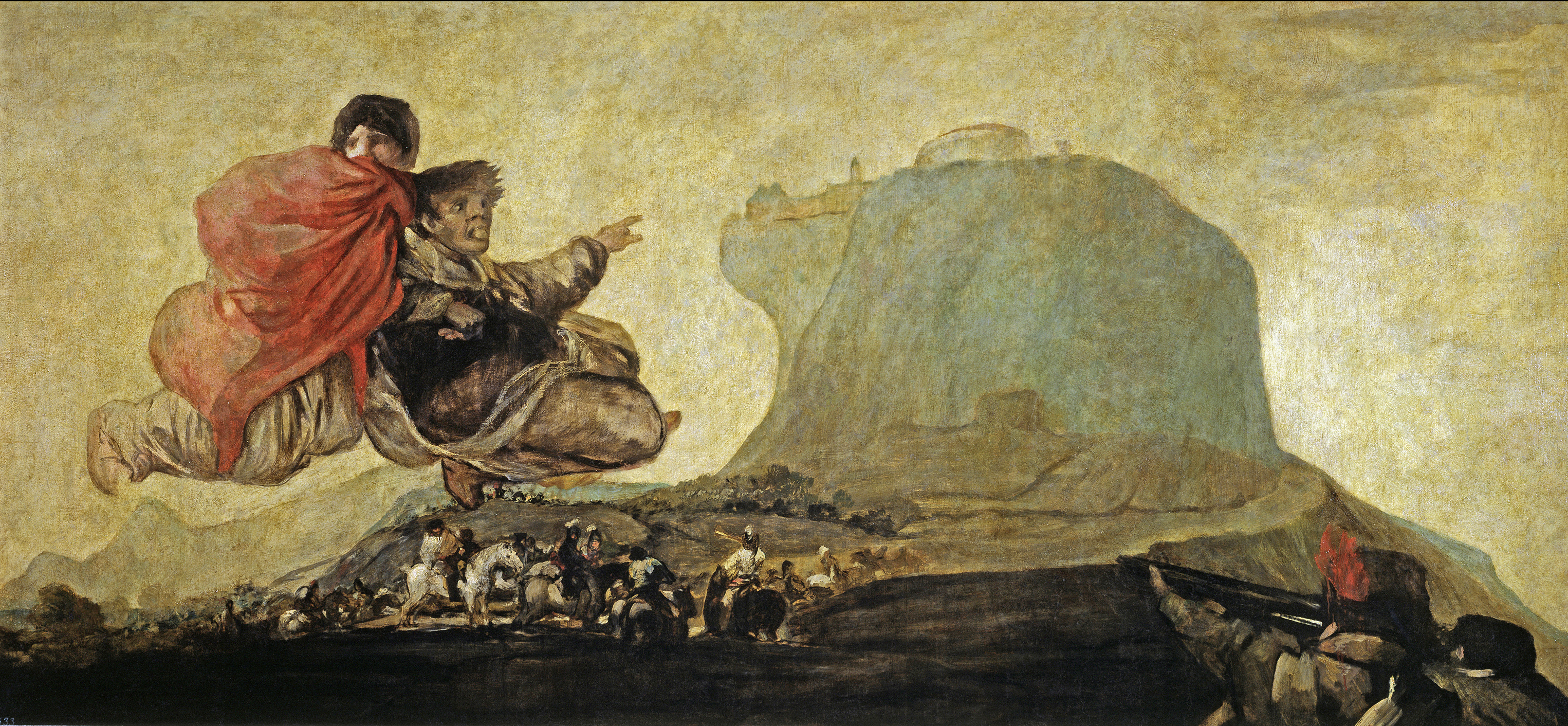
(Vision fantástica/Asmodea), Asmodea, 1819–1823
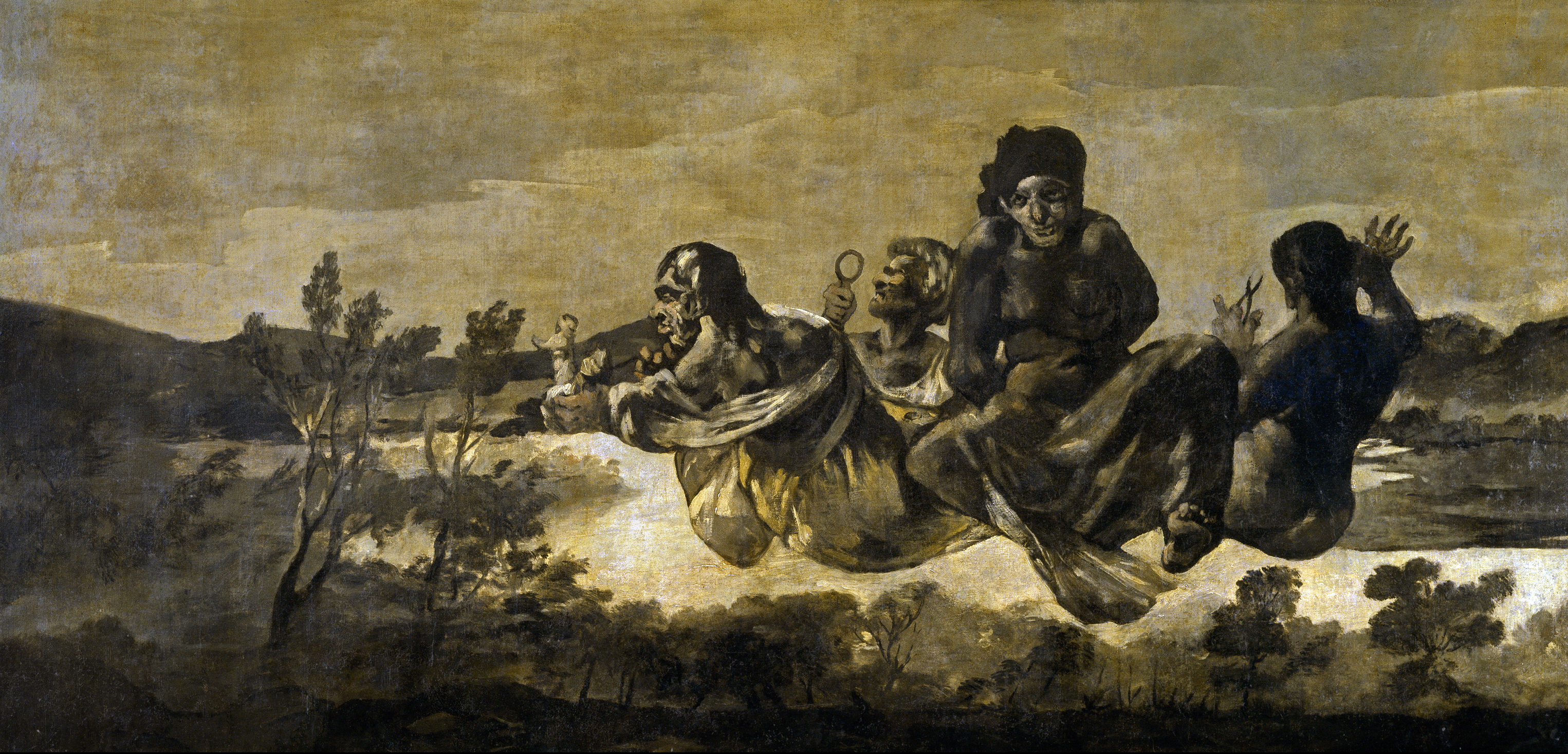
(Átropos/Las Parcas), Atropos (Das Schicksal), 1819–1823

## Geschichte

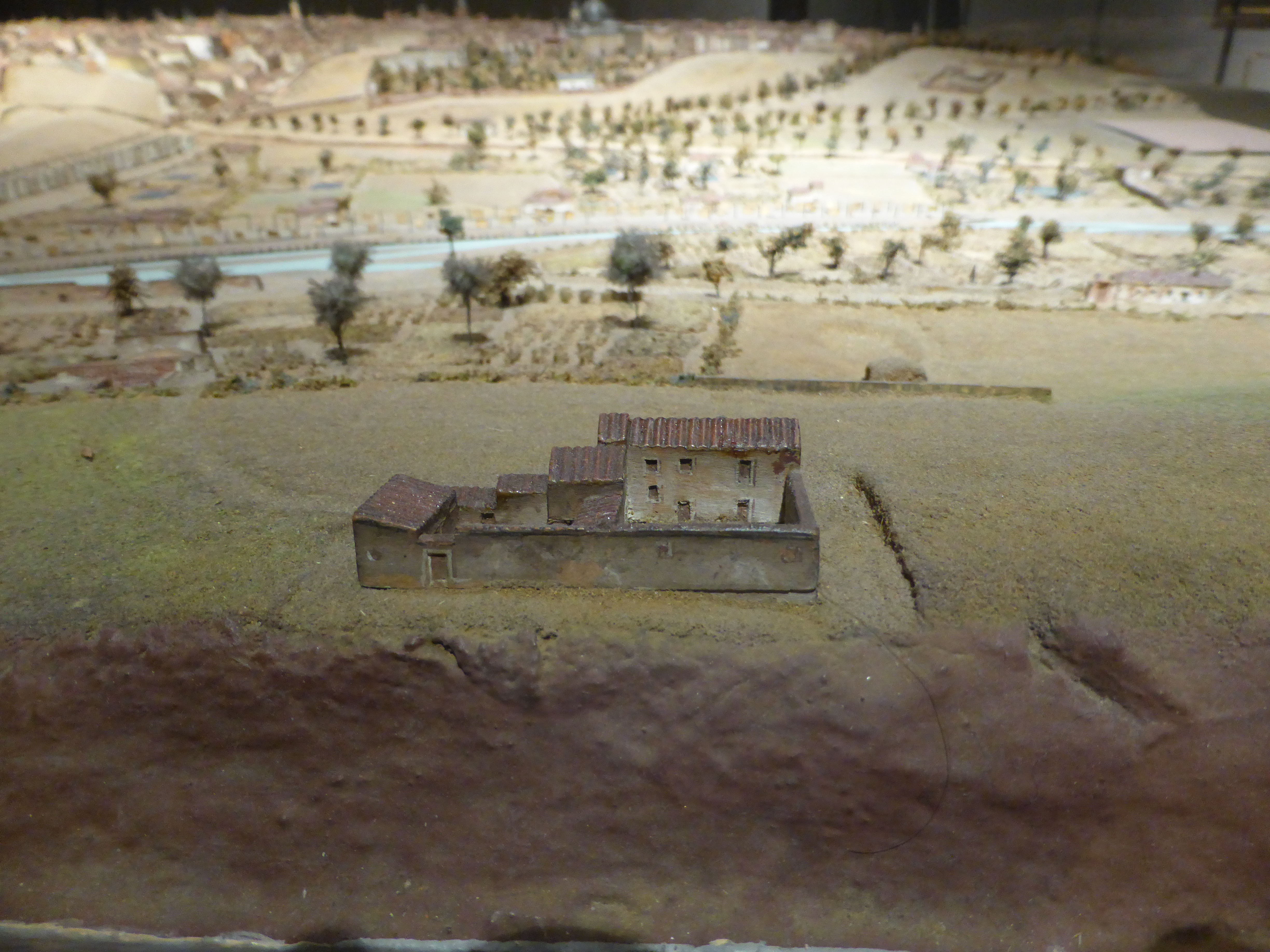
Die Quinta del Sordo in einem maßstabsgetreuen Modell, das zwischen 1828 und 1830 gebaut wurde, im Museo de Historia de Madrid (Museum für Geschichte).

Goya erwarb die Villa Quinta del Sordo am Ufer des Flusses Manzanares, in der Nähe der Brücke von Segovia und mit Blick auf die Ebene von San Isidro, im Februar 1819. Es wird vermutet, dass er das Haus kaufte, um der öffentlichen Aufmerksamkeit zu entgehen; er lebte dort mit seiner Lebensgefährtin und Haushälterin Leocadia Weiss, obwohl sie noch mit Isidoro Weiss verheiratet war. Es wird vermutet, dass Goya eine Beziehung mit ihr und möglicherweise eine Tochter, Rosario, hatte. Es ist nicht genau bekannt, wann Goya mit dem Malen der Schwarzen Gemälde begann. Möglicherweise begann er zwischen Februar und November 1819 mit der Arbeit an den Wandgemälden, als er schwer erkrankte, wie das beunruhigende Selbstbildnis mit Dr. Arrieta (1820) bezeugt. Bekannt ist, dass die Wandgemälde über ländliche Szenen mit kleinen Figuren gemalt wurden, da Goya die Landschaften in einigen seiner Wandgemälde wie Kampf mit Knüppeln verwendet hat.
Wenn die hellen, bukolischen Gemälde ebenfalls von Goya stammen, so könnten seine Krankheit und die turbulenten Ereignisse des Trienio Liberale ihn dazu veranlasst haben, sie zu übermalen. Bozal vermutet, dass diese Gemälde ebenfalls von Goya gemalt wurden, da nur so zu verstehen ist, warum er sie wieder verwendete. Nigel Glendinning geht jedoch davon aus, dass die Gemälde "bereits die Wände der Quinta del Sordo schmückten, als er sie kaufte". Wie dem auch sei, die Schwarzen Gemälde stammen wahrscheinlich aus dem Jahr 1820 und wurden wahrscheinlich spätestens 1823 fertiggestellt, als Goya nach seiner Abreise nach Bordeaux die Villa seinem Enkel Mariano überließ, vielleicht aus Angst vor Repressalien nach dem Sturz von Rafael Riego und der republikanischen Armee. Mariano de Goya übertrug das Eigentum an der Villa 1830 auf seinen Vater Javier de Goya.
Der langsame Prozess der Übertragung der Wandgemälde auf die Leinwand begann 1874. Die Wände der Villa waren mit Tapeten bedeckt, und Goya hatte auf dieser Schicht gemalt, die sorgfältig entfernt und erneut auf Leinwand aufgetragen wurde. Diese Arbeiten wurden unter der Leitung von Salvador Martínez Cubells auf Wunsch von Baron Émile d’Erlanger durchgeführt, einem französischen Bankier deutscher Abstammung, der sie 1878 auf der Pariser Weltausstellung verkaufen wollte. Doch 1881 schenkte der Baron die Gemälde dem spanischen Staat, heute sind sie im Museo del Prado ausgestellt.

### Originale Umgebung

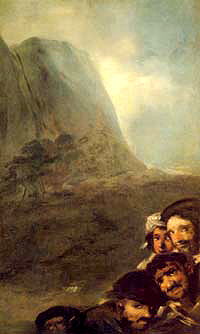
Köpfe in einer Landschaft ist höchstwahrscheinlich das fünfzehnte Schwarze Gemälde. Es wurde von den anderen Gemälden in der Sammlung getrennt und ist jetzt in der Sammlung von Stanley Moss in New York City.

Im Inventar von Antonio Brugada werden sieben Wandmalereien im Erdgeschoss und acht im Obergeschoss erwähnt. Allerdings gelangten nur vierzehn Gemälde in das Museo del Prado. Charles Yriarte beschreibt außerdem ein weiteres Gemälde, das zu den derzeit bekannten Gemälden in der Sammlung hinzukommt. Er gibt an, dass es bei seinem Besuch in der Villa im Jahr 1867 bereits von der Wand abgenommen und in den Vista-Alegre-Palast des Markgrafen von Salamanca gebracht worden war. Viele Kritiker sind der Ansicht, dass es sich bei dem fehlenden Gemälde aufgrund seiner Größe und seines Themas um das Gemälde handelt, das als Köpfe in einer Landschaft identifiziert wurde (New York, Sammlung Stanley Moss). Ein weiteres Problem in Bezug auf den Standort der Gemälde betrifft Zwei alte Männer essen Suppe; es besteht Unklarheit darüber, ob das Bild auf einem Türsturz im oberen oder unteren Stockwerk gemalt wurde. Davon abgesehen war die ursprüngliche Verteilung der Wandmalereien in der Quinta del Sordo wie folgt.
Das Erdgeschoss war ein rechteckiger Raum. An den beiden langen Seiten befanden sich zwei Fenster in der Nähe der kürzeren Wände. Zwischen diesen Fenstern befanden sich zwei große Wandgemälde in Form von Landschaften: Pilgerfahrt nach San Isidro auf der rechten Seite und Der Hexensabbat (Der große Ziegenbock) auf der linken Seite, wenn man die Wandgemälde betrachtet. Auf der Rückseite, an der kleineren Wand gegenüber dem Eingang, befand sich in der Mitte ein Fenster mit Judith und Holofernes auf der rechten Seite und Saturn, der seinen Sohn verschlingt, auf der linken Seite. La Leocadia befand sich auf der einen Seite der Tür (gegenüber Saturn) und Zwei alte Männer gegenüber Judith.
Das erste Stockwerk war genauso groß wie das Erdgeschoss, obwohl es nur ein zentrales Fenster in den langen Wänden mit einer Wandmalerei auf jeder Seite gab. An der rechten Wand befand sich Asmodea, die dem Eingang am nächsten war, und der Pilgerfahrt zum Brunnen von San Isidro jenseits des Fensters. Auf der linken Seite befanden sich Atropos (Das Schicksal) bzw. Kampf mit Knüppeln. An der kurzen Wand im hinteren Teil des Raumes konnte man rechts Frauenlachen und links Männer beim Lesen sehen. Rechts von der Tür befand sich Der Hund und links Köpfe in einer Landschaft.
Zwei alte Männer essen Suppe wäre über einer der Türen gewesen; Glendinning hat vorgeschlagen, dass es über der Tür im Erdgeschoss war, aufgrund des Musters des bemalten Papiers, das auf Laurents Fotografie des Wandbildes zu sehen ist.
Auf den Fotografien von Laurent ist zu erkennen, dass die Wandmalereien mit klassizistischen Bordüren umrahmt waren, ebenso wie die Türen, Fenster und der Fries über der Tür. Die Wände waren tapeziert, wie es in bürgerlichen und aristokratischen Residenzen üblich war, möglicherweise mit Tapeten aus der Königlichen Buntpapierfabrik, die unter der Schirmherrschaft von Fernando VII. stand. Die Tapete im Erdgeschoss war mit Motiven von Früchten und Blättern verziert und im ersten Stock mit geometrischen Zeichnungen, die in diagonalen Linien angeordnet waren. Die Fotografien dokumentieren auch den Zustand der Zeichnungen vor ihrer Verlegung und zeigen zum Beispiel, dass ein großer Teil der rechten Seite des Der Hexensabbat (Der große Ziegenbock) nicht erhalten ist, obwohl er von Martínez Cubells auf Leinwand übertragen wurde.

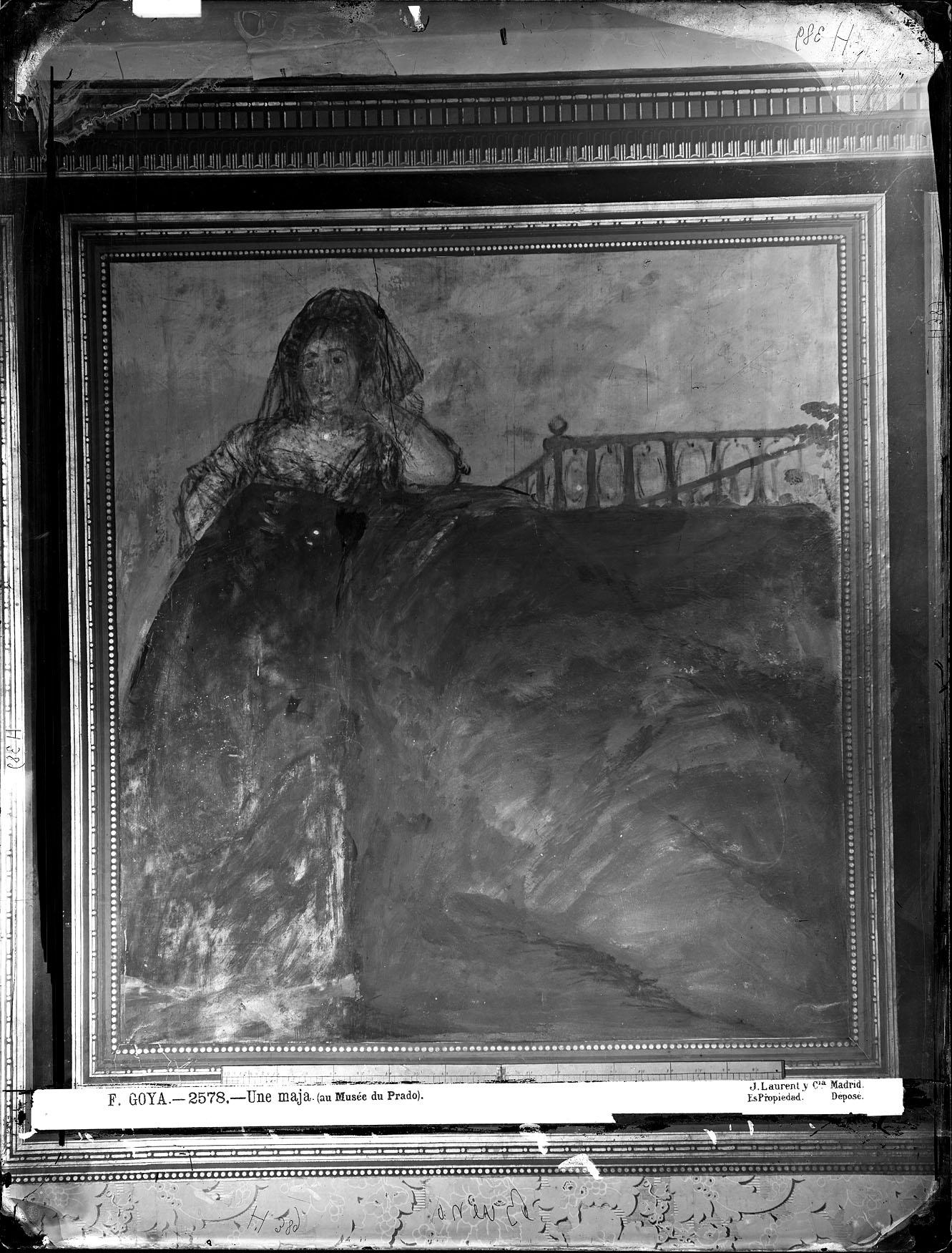
Leocadia aufgenommen 1874 von J. Laurent in der Quinta del Sordo
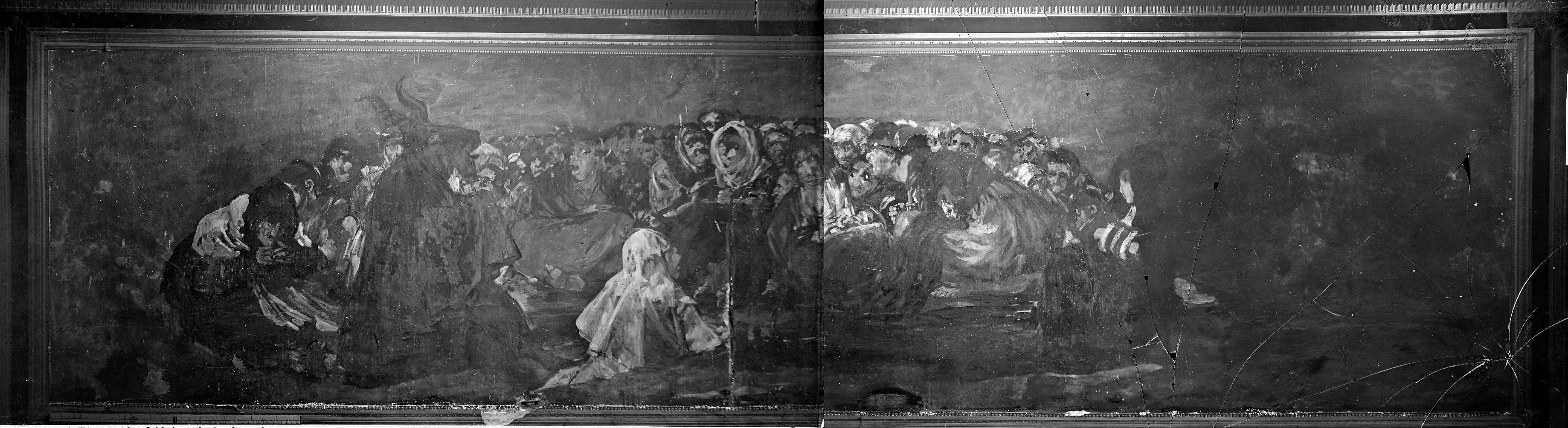
Fotografie des Hexensabbat, aufgenommen 1874 von J. Laurent in der Quinta del Sordo
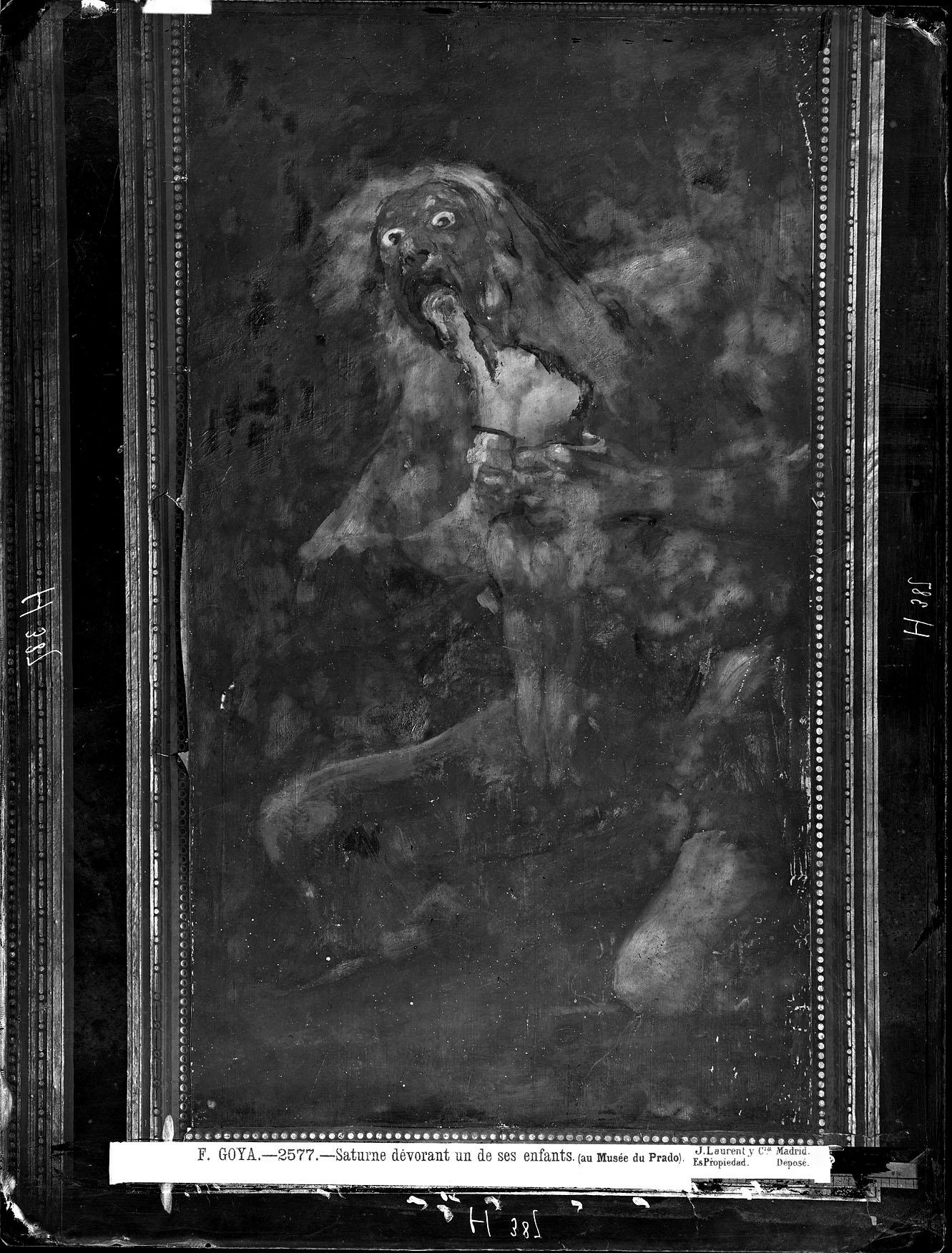
Foto von Saturn verschlingt seinen Sohn, aufgenommen 1874 von J. Laurent in der Quinta del Sordo
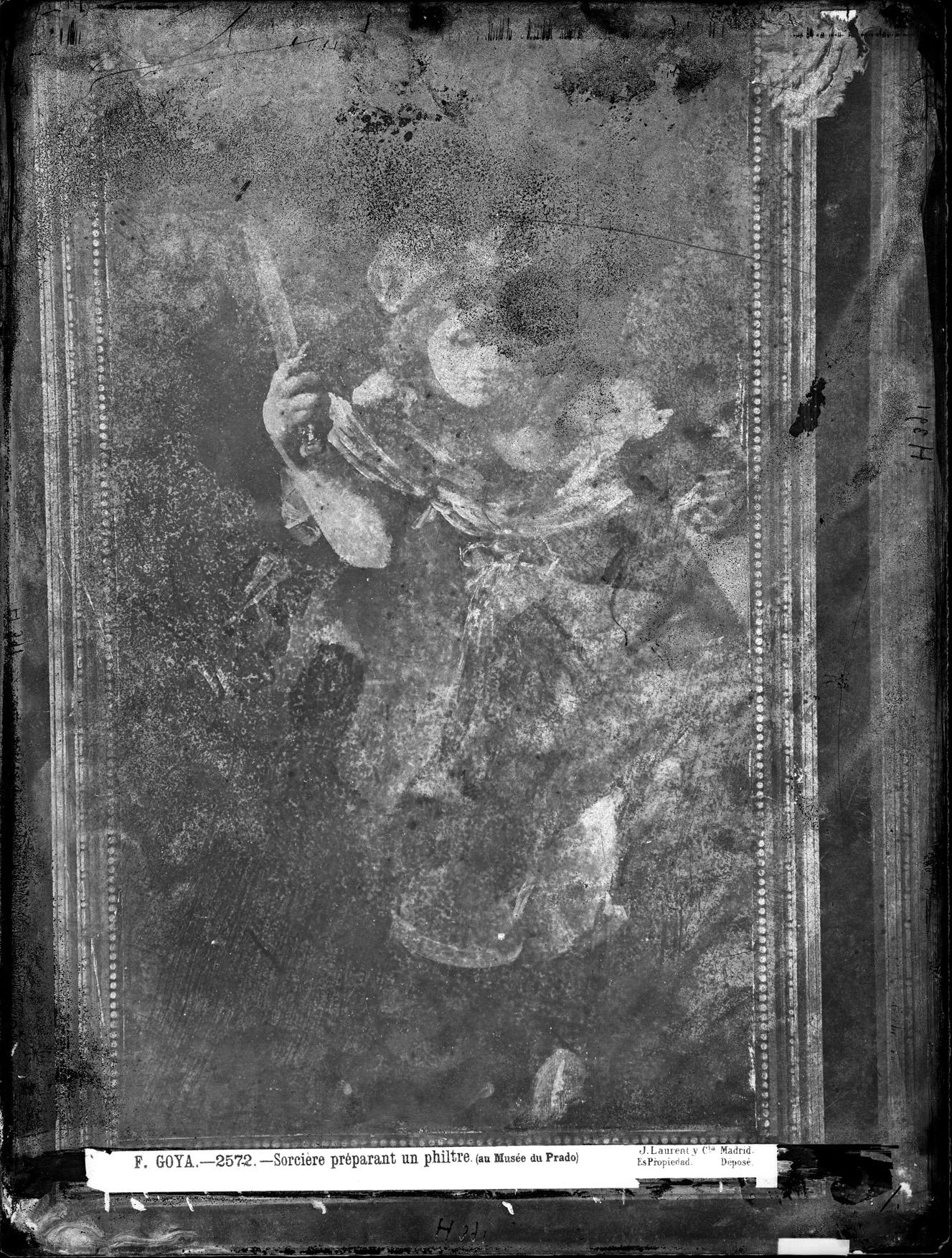
Judith and Holofernes aufgenommen 1874 von J. Laurent in der Quinta del Sordo
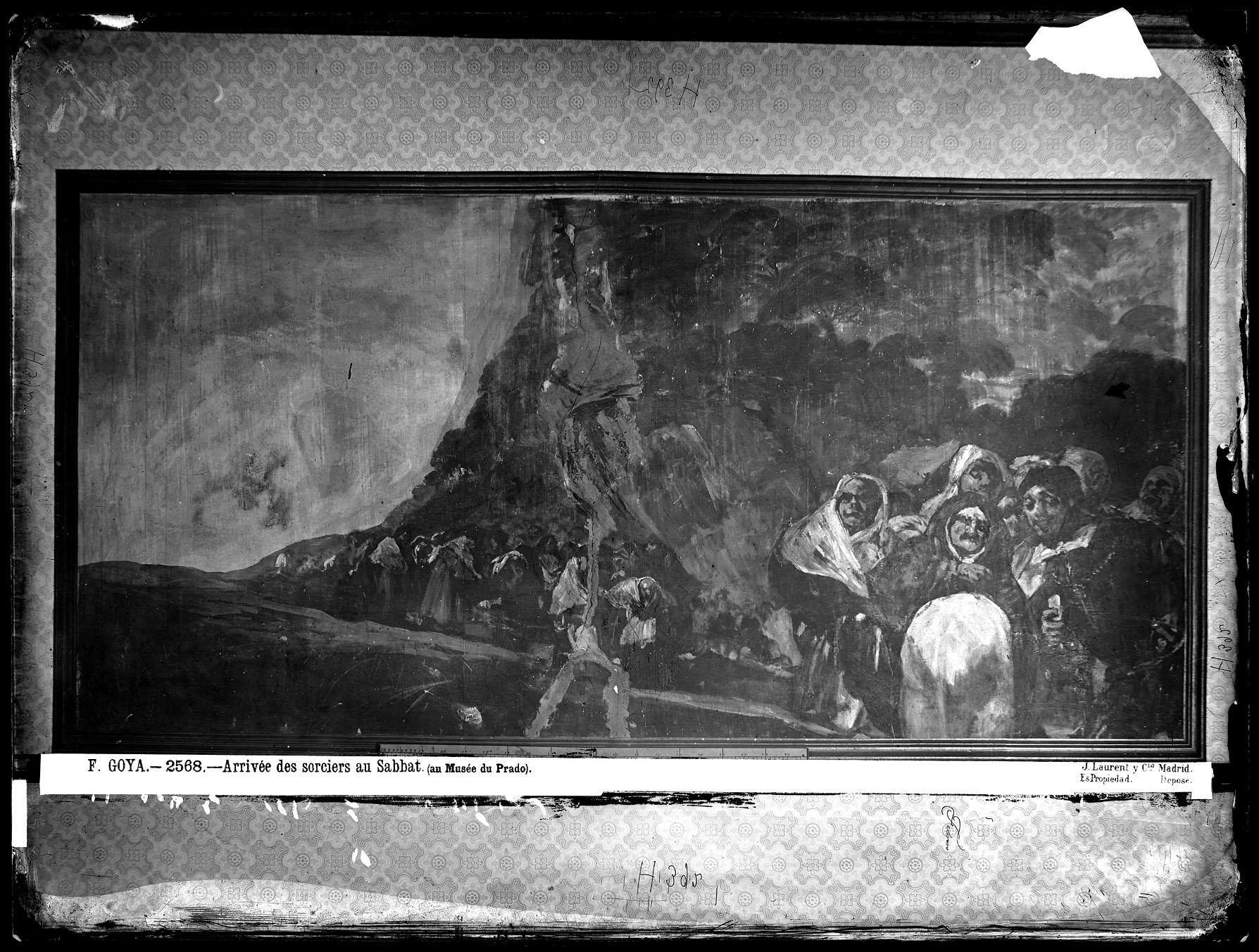
Pilgerfahrt zum Brunnen von San Isidro aufgenommen 1874 von J. Laurent in der Quinta del Sordo
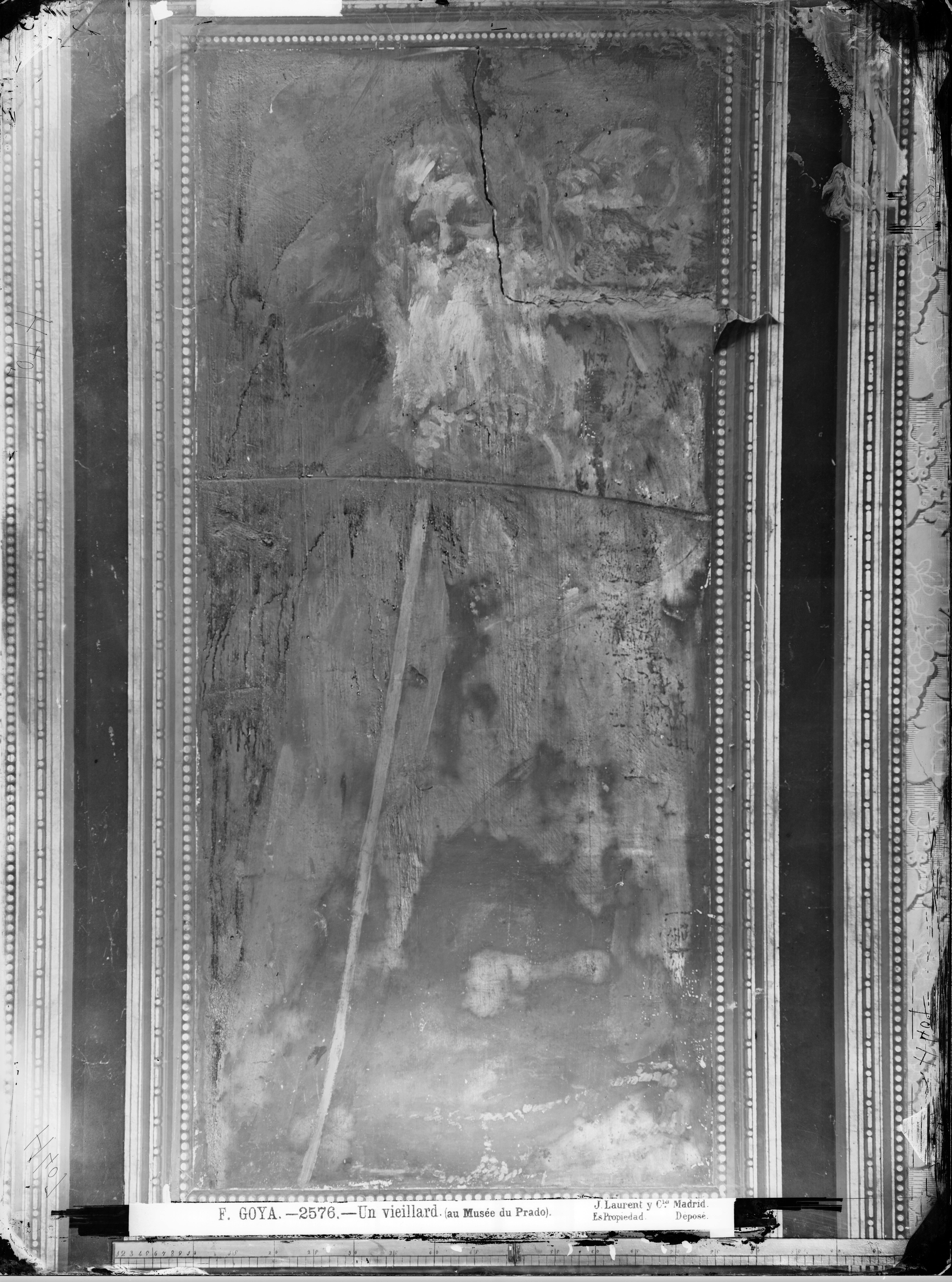
Zwei alte Männer aufgenommen 1874 von J. Laurent in der Quinta del Sordo
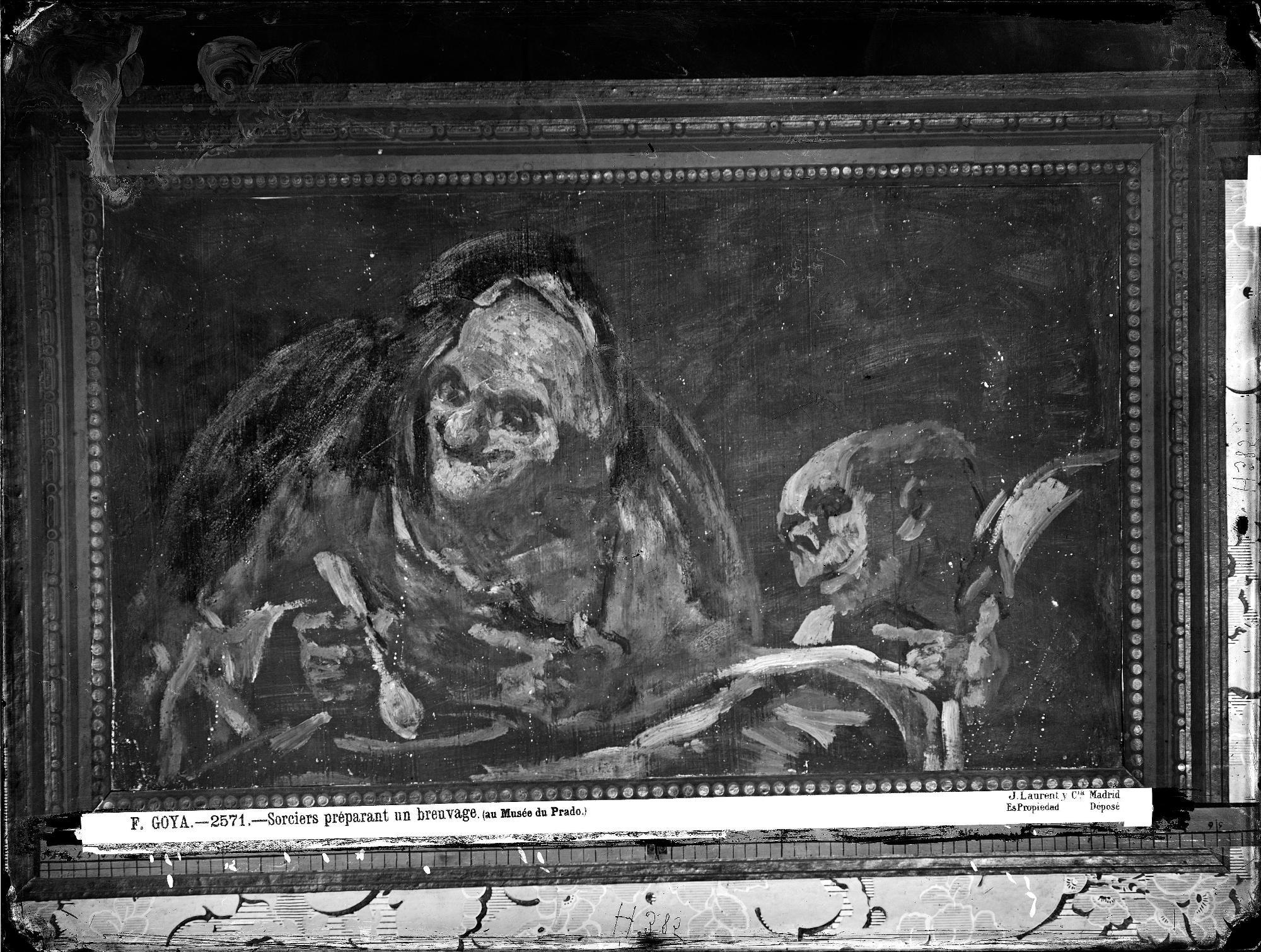
Zwei alte Männer essen Suppe aufgenommen 1874 von J. Laurent in der Quinta del Sordo
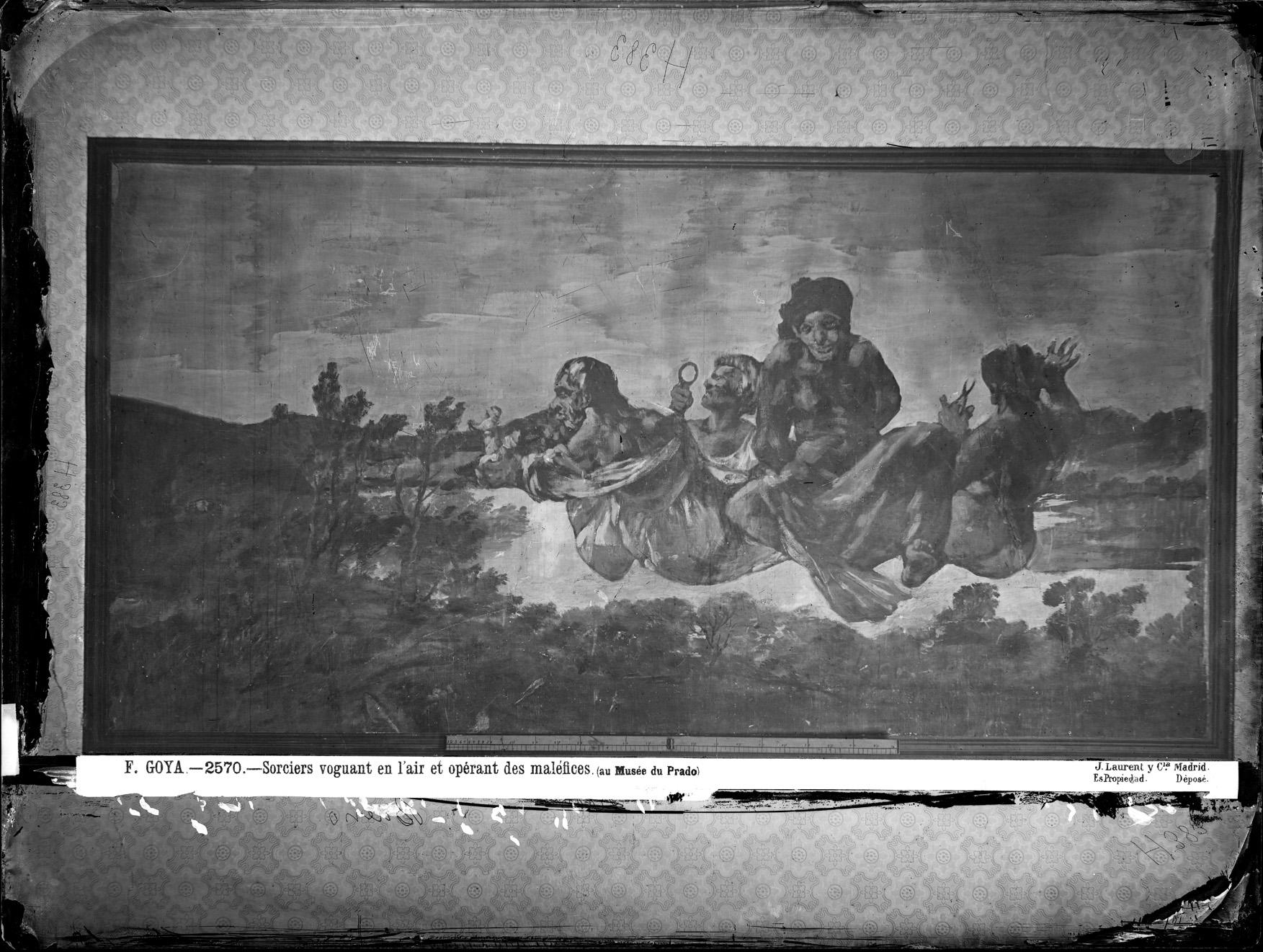
Atropos aufgenommen 1874 von J. Laurent in der Quinta del Sordo
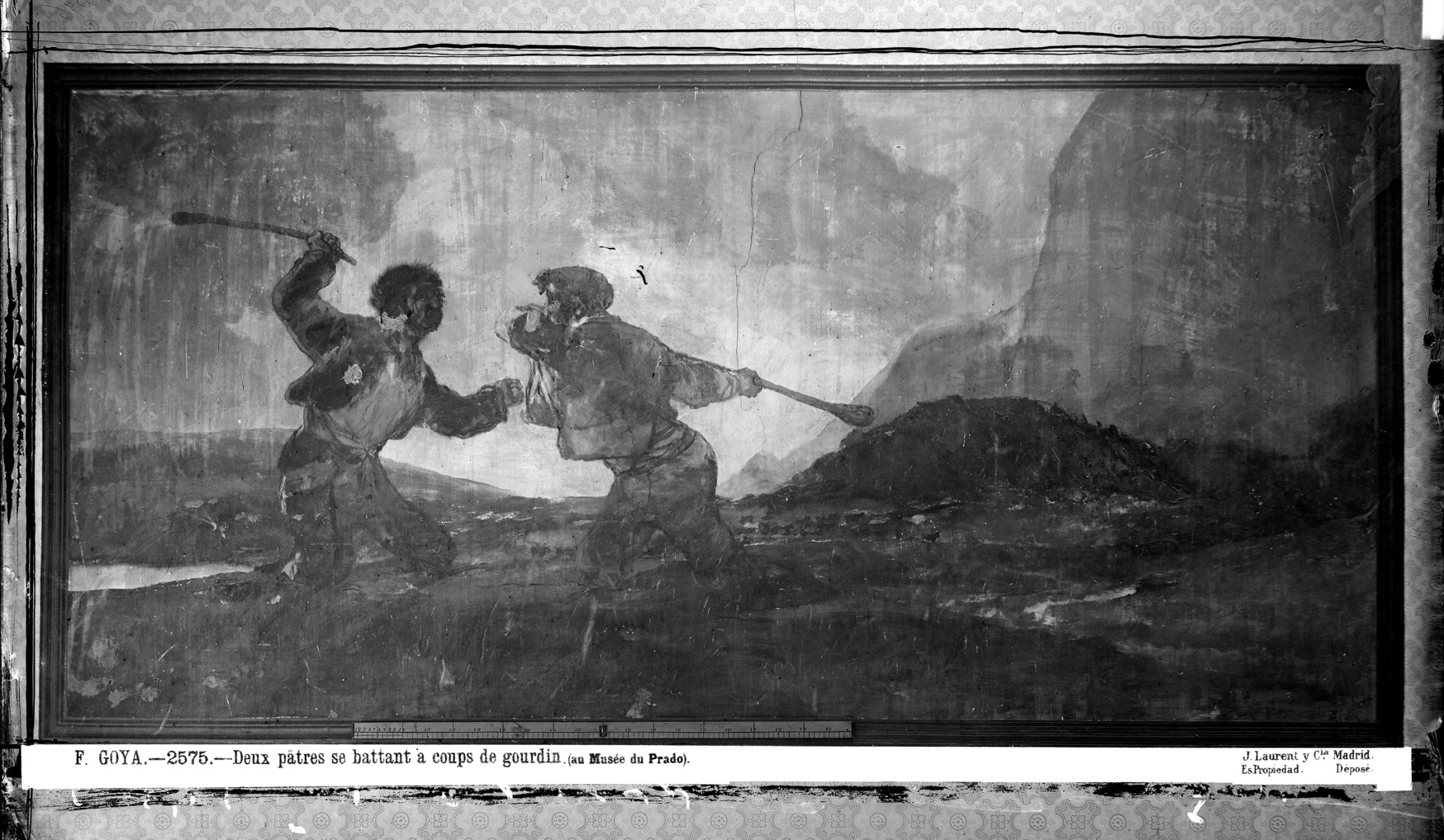
Kampf mit Knüppeln aufgenommen 1874 von J. Laurent in der Quinta del Sordo; Charles Yriarte, der die Gemälde in der Quinta besichtigte, interpretierte, dass die Duellanten auf einer Wiese und nicht knietief im Schlamm kämpften, obwohl die Unterschenkel nicht zu sehen sind.
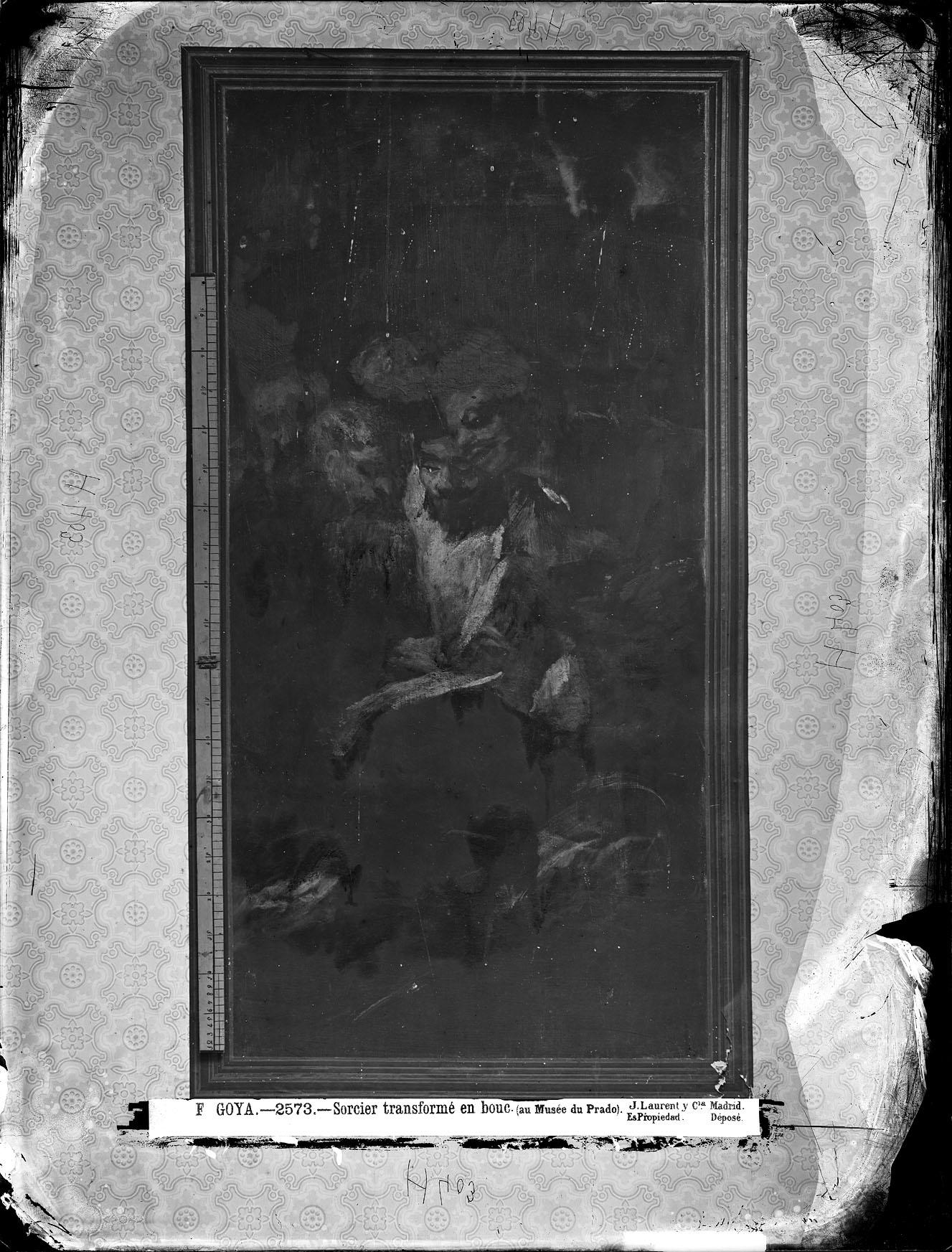
Männer beim Lesen aufgenommen 1874 von J. Laurent in der Quinta del Sordo
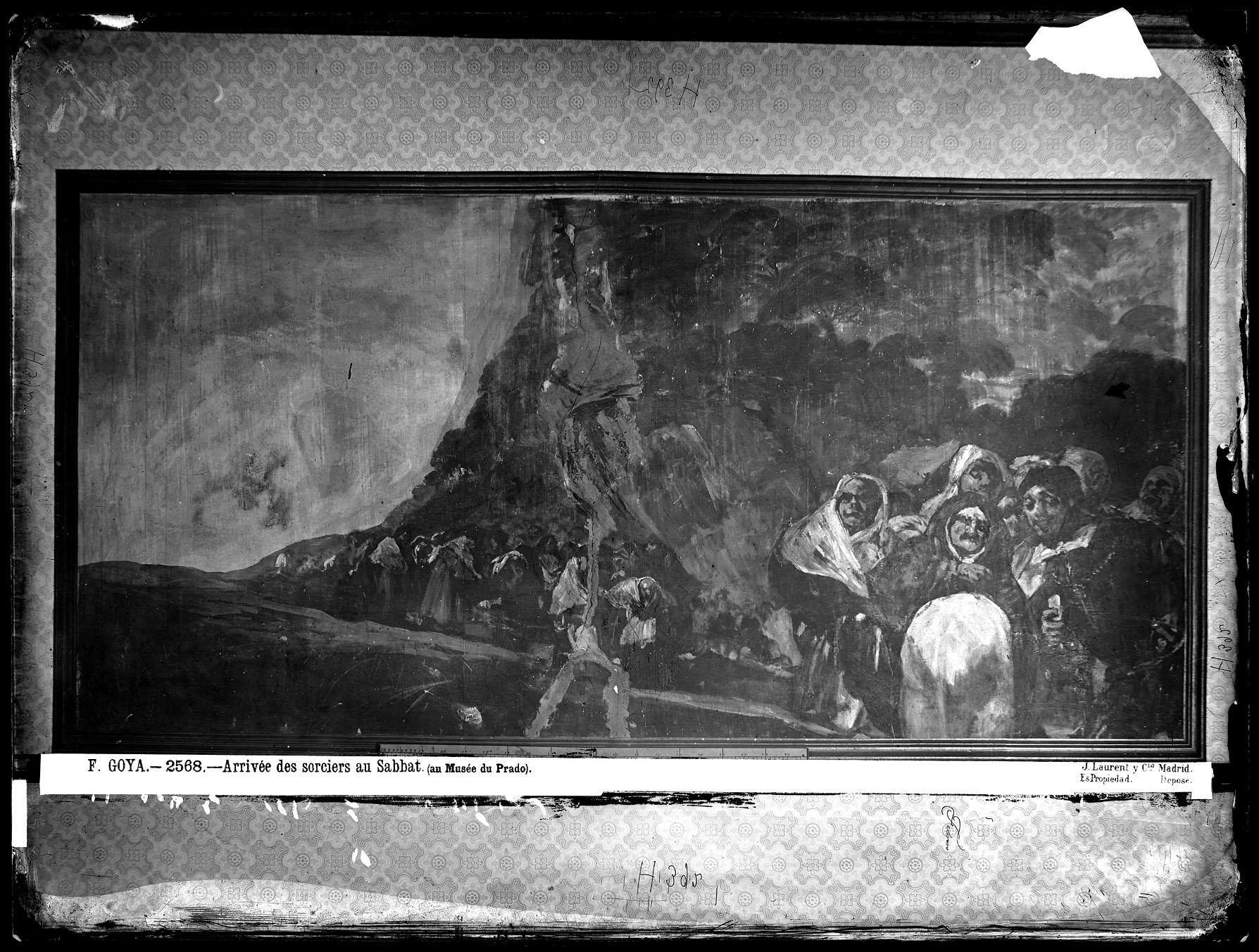
Pilgerfahrt zum Brunnen von San Isidro aufgenommen 1874 von J. Laurent in der Quinta del Sordo
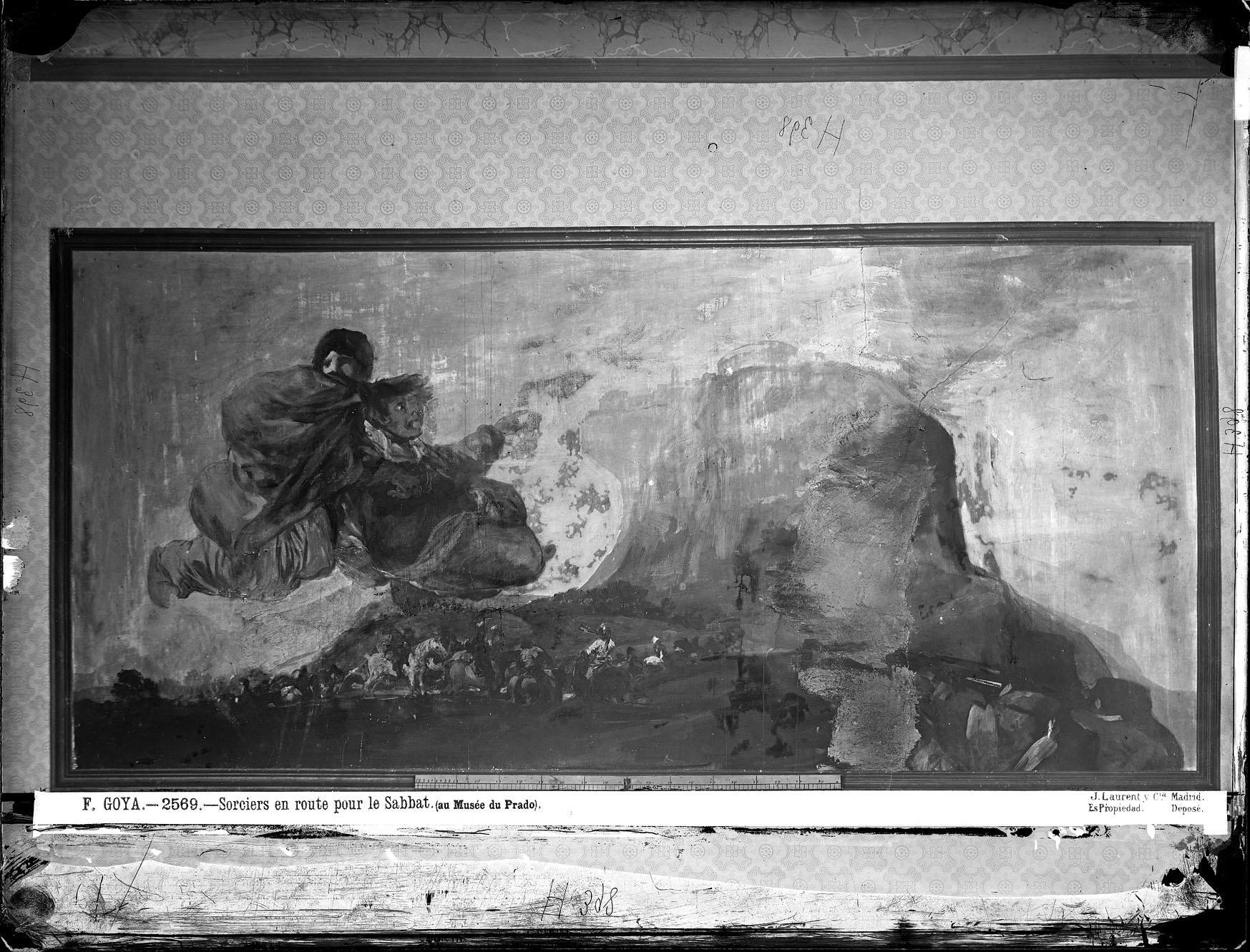
Asmodea aufgenommen 1874 von J. Laurent in der Quinta del Sordo
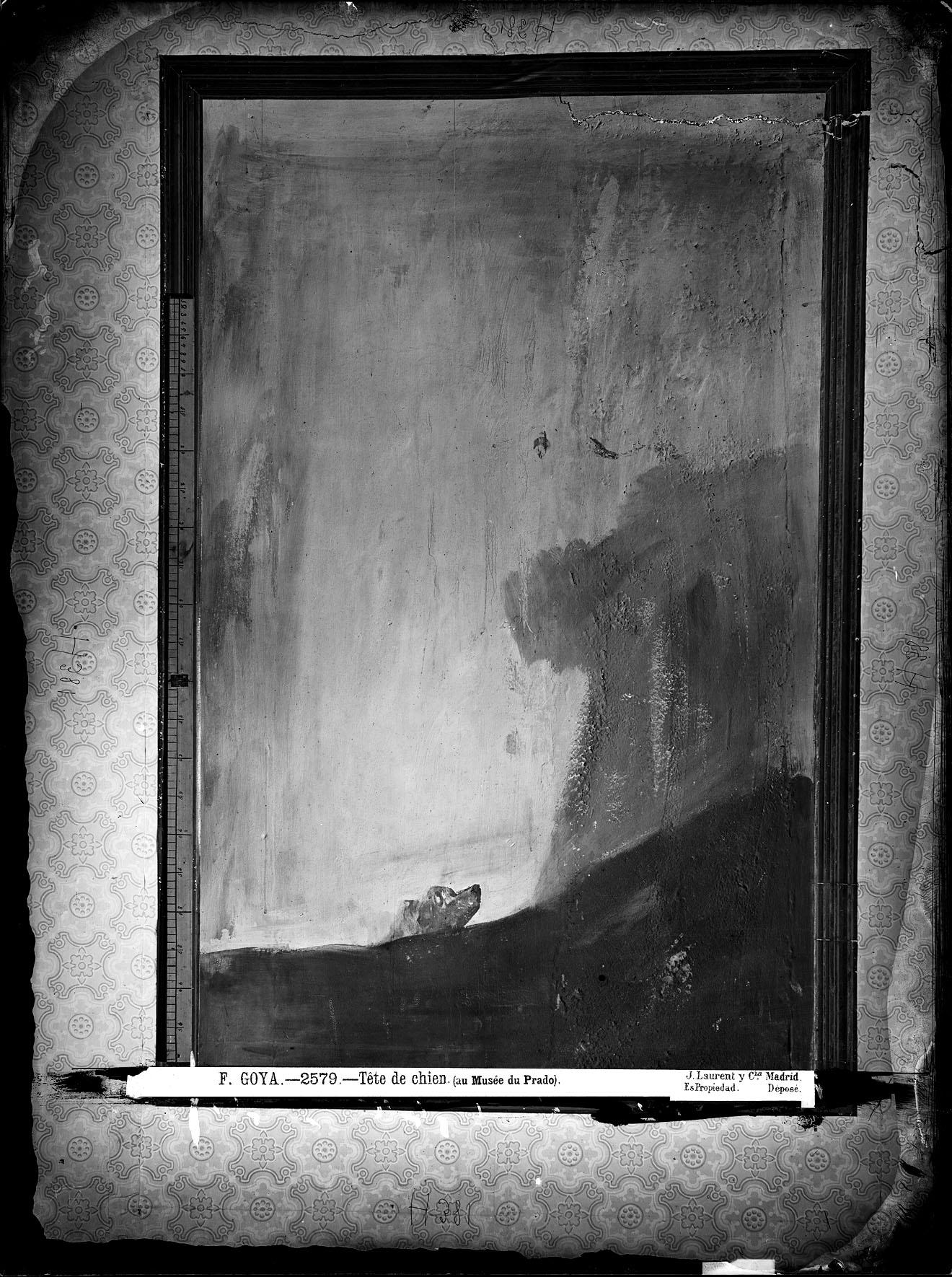
Der Hund aufgenommen 1874 von J. Laurent in der Quinta del Sordo

## Authentizität
Der Kunsthistoriker Juan José Junquera hat die Echtheit der Schwarzen Gemälde angezweifelt. Im Jahr 2003 kam er zu dem Schluss, dass sie nicht zu Goyas Lebzeiten gemalt worden sein können. Junquera zufolge beschreiben zeitgenössische juristische Dokumente die Quinta del Sordo als eine Villa mit nur einem Stockwerk, und das zweite Stockwerk wurde erst nach Goyas Tod hinzugefügt. Wenn das Obergeschoss zu Goyas Zeiten nicht existierte, dann können die Schwarzen Gemälde (oder zumindest die im Obergeschoss gefundenen) nicht von Goya stammen. Er spekuliert, dass Goyas Sohn Javier die Gemälde geschaffen haben könnte und Javiers Sohn Mariano sie aus finanziellen Gründen als Werke Goyas ausgab. Junqueras Theorie wurde von dem Goya-Forscher Nigel Glendinning zurückgewiesen, der eine akademische Studie veröffentlichte, in der er die Echtheit der Gemälde verteidigte, und später einen Vortrag in Madrid hielt, in dem er seine Überzeugung bekräftigte. Er stellte Verbindungen zwischen den Schwarzen Gemälden und anderen Werken Goyas (z. B. Der zweite Mai 1808) her und verwies auf verschiedene dokumentarische Belege, darunter ein von Goyas Sohn Javier erstelltes Inventar des Besitzes des Künstlers aus dem Jahr 1812, in dem das Werk aufgeführt ist. Heute erkennt das Museo del Prado die Schwarzen Gemälde als authentisch an.

## Bibliografie
- José Manuel Arnaiz: Las pinturas negras de Goya. Antiqvaria, Madrid 1996, ISBN 84-86508-45-2.
- Agustín Benito Oterino: La luz en la quinta del sordo: estudio de las formas y cotidianidad. Universidad Complutense, Madrid 2002, ISBN 84-669-1890-6.
- Valeriano Bozal: Francisco Goya, vida y obra. (2 vols.), Madrid 2005, ISBN 84-96209-39-3.
- —, Pinturas negras de Goya. Tf. Editores, Madrid 1997, ISBN 84-89162-75-1.
- John J. Ciofalo: Blackened Myths, Mirrors, and Memories. In: The Self-Portraits of Francisco Goya. Cambridge University Press, 2001.
- Evan S. Connell: Francisco Goya: A Life. Counterpoint, New York 2004, ISBN 1-58243-307-0.
- Daniel Cottom: Unhuman Culture. University of Pennsylvania, 2006, ISBN 0-8122-3956-3.
- Nigel Glendinning: The Strange Translation of Goya’s Black Paintings. In: The Burlington Magazine. CXVII, 868, 1975.
- —, The Interpretation of Goya’s Black Paintings. Queen Mary College, London 1977.
- —, Goya y sus críticos. Taurus, Madrid 1982.
- —, Goya’s Country House in Madrid. The Quinta del Sordo. In: Apollo. CXXIII, 288, 1986.
- —, Francisco de Goya. In: Cuadernos de Historia. 16 (col. "El arte y sus creadores", nº 30), Madrid 1993.
- Rose-Marie Hagen, Rainer Hagen: Francisco de Goya. Taschen, Colonia 2003, ISBN 3-8228-2296-5.
- Robert Hughes: Goya. Alfred A. Knopf, New York 2004, ISBN 0-394-58028-1.
- Fred Licht: Goya: The Origins of the Modern Temper in Art. Universe Books, 1979, ISBN 0-87663-294-0.
- Victor Stoichita, Anna Maria Coderch: Goya: The Last Carnival. Reakton books, London 1999, ISBN 1-86189-045-1.
- Juliet Wilson-Bareau: Goya’s Prints: the Tomás Harris Collection in the British Museum. British Museum Publications, London 1981, ISBN 0-7141-0789-1.
- Charles Yriarte: Goya, sa vie, son oeuvre, Henri Plon, Paris 1867.